# Lliga de Campions de la UEFA 2006-07
La Lliga de Campions de la UEFA 2006-07 va ser l'edició número 52 en la història de la competició, la màxima competició oficial de futbol per a clubs que es disputa a Europa. Es va disputar entre el juliol de 2006 i el maig de 2007, amb la participació inicial de 73 equips, representant a 49 federacions nacionals diferents. Per part espanyola, hi prenien part el FC Barcelona i Reial Madrid per a la fase de grups, i València CF i Osasuna per a la tercera ronda de la fase classificatòria. En aquesta edició el FC Barcelona defensava el títol aconseguit en l'edició 2005-2006.
Per classificar-se definitivament a la fase final de la competició es van disputar tres rondes classificatòries, que van començar l'11 de juliol de 2006, on 16 equips van aconseguir unir-se als altres 16 classificats directament per a la fase final.
La fase final de la competició va donar inici al setembre de 2006, amb 32 equips competint pel trofeu que defensava el FC Barcelona, després de la seva victòria en l'edició 2005-06.
El campió final del torneig va ser Milan, després de derrotar el Liverpool a la final, disputada el 23 de maig a l'Estadi Olímpic d'Atenes, gràcies a dos gols del seu davanter Filippo Inzaghi, per un resultat final de 2-1. Pels italians suposava la seva setena conquesta de la màxima competició europea, i quedaven així a dos títols del Reial Madrid, que n'acumulava un total de nou, distanciant-se de les cinc aconseguides fins a aquell moment pel mateix Liverpool, i el mèrit de representar Europa al Campionat del Món de Clubs de futbol 2007.
La temporada va començar esquitxada per l'escàndol de manipulació de partits per part d'equips italians, entre els quals s'incloïa l'AC Milan. Això va originar que hi hagués dubtes sobre si anava a poder disputar la Lliga de Campions, per a la qual tenia una plaça directa inicialment. La sanció final es va limitar a fer-lo disputar les eliminatòries de classificació, començant des de la tercera ronda, decisió que a la fi li permetria proclamar-se vencedor.

## Fase de classificació
A les rondes prèvies de classificació van participar un total de 57 equips. 22 d'ells classificats per a la primera ronda, dels que passarien 11 i s'unirien a uns altres 17 per formar 14 aparellaments de segona ronda. Els 14 equips classificats més els 16 que entressin directament a la tercera ronda formarien els últims aparellaments, dels quals sortirien els 16 equips classificats en última instància per a la fase final del torneig. Els 16 equips eliminats en aquesta última ronda se'ls va convidar a participar en la primera fase de la Copa de la UEFA 2006-2007.

### Primera fase de classificació
Per a la primera ronda es van classificar els campions de les 22 lligues amb coeficients UEFA més baixos segons el rànquing de 2005. El sorteig dels aparellaments es va efectuar a Nyon (Suïssa), el 23 de juny de 2006. Els enfrontaments d'anada de les eliminatòries es van disputar els dies 11 i 12 de juliol, i els partits de tornada els dies 18 i 19 de juliol.
| Partit | Equip 1         | Resultat global | Equip 2           | Resultat anada | Resultat tornada |
| ------ | --------------- | --------------- | ----------------- | -------------- | ---------------- |
| 1      | FC Pyunik       | 0:2             | FC Sheriff        | 0:0            | 0:2              |
| 2      | FC Sioni        | 2:1             | FK Baku           | 2:0            | 0:1              |
| 3      | F91 Dudelange   | 0:1             | FK Rabotnicki     | 0:1            | 0:0              |
| 4      | KS Elbasani     | 1:3             | FK Ekranas        | 1:0            | 0:3              |
| 5      | Linfield FC     | 3:5             | NK Gorica         | 1:3            | 2:2              |
| 6      | FC TVMK Tallinn | 3:4             | FH Hafnarfjördur  | 2:3            | 1:1              |
| 7      | Birkirkara FC   | 2:6             | B36 Tórshavn      | 0:3            | 2:3              |
| 8      | Cork City FC    | 2:1             | Apollon FC        | 1:0            | 1:1              |
| 9      | FHK Metalurgs   | 2:1             | FK Aktobe         | 1:0            | 1:1              |
| 10     | FC Shakhtyor    | 0:2             | NK Široki Brijeg  | 0:1            | 0:1              |
| 11     | MyPa            | 2:0             | The New Saints FC | 1:0            | 1:0              |

### Segona fase de classificació

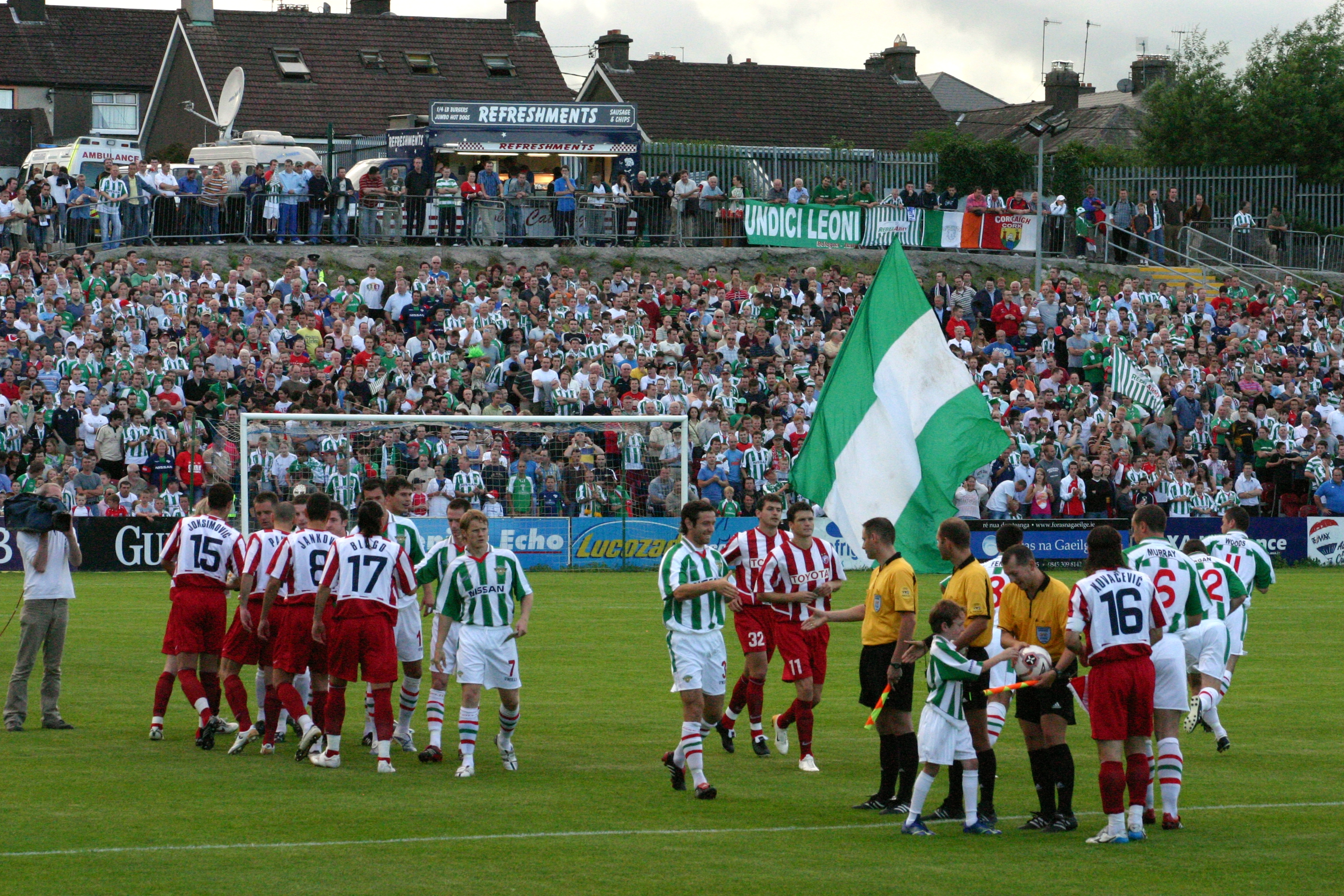
Prolegòmens del partit d'anada de l'eliminatòria entre el Cork City (blanc-i-verds) i l'Estrella Roja de Belgrad (blanc-i-vermells). Estadi Turners Cross, a Cork, Irlanda.

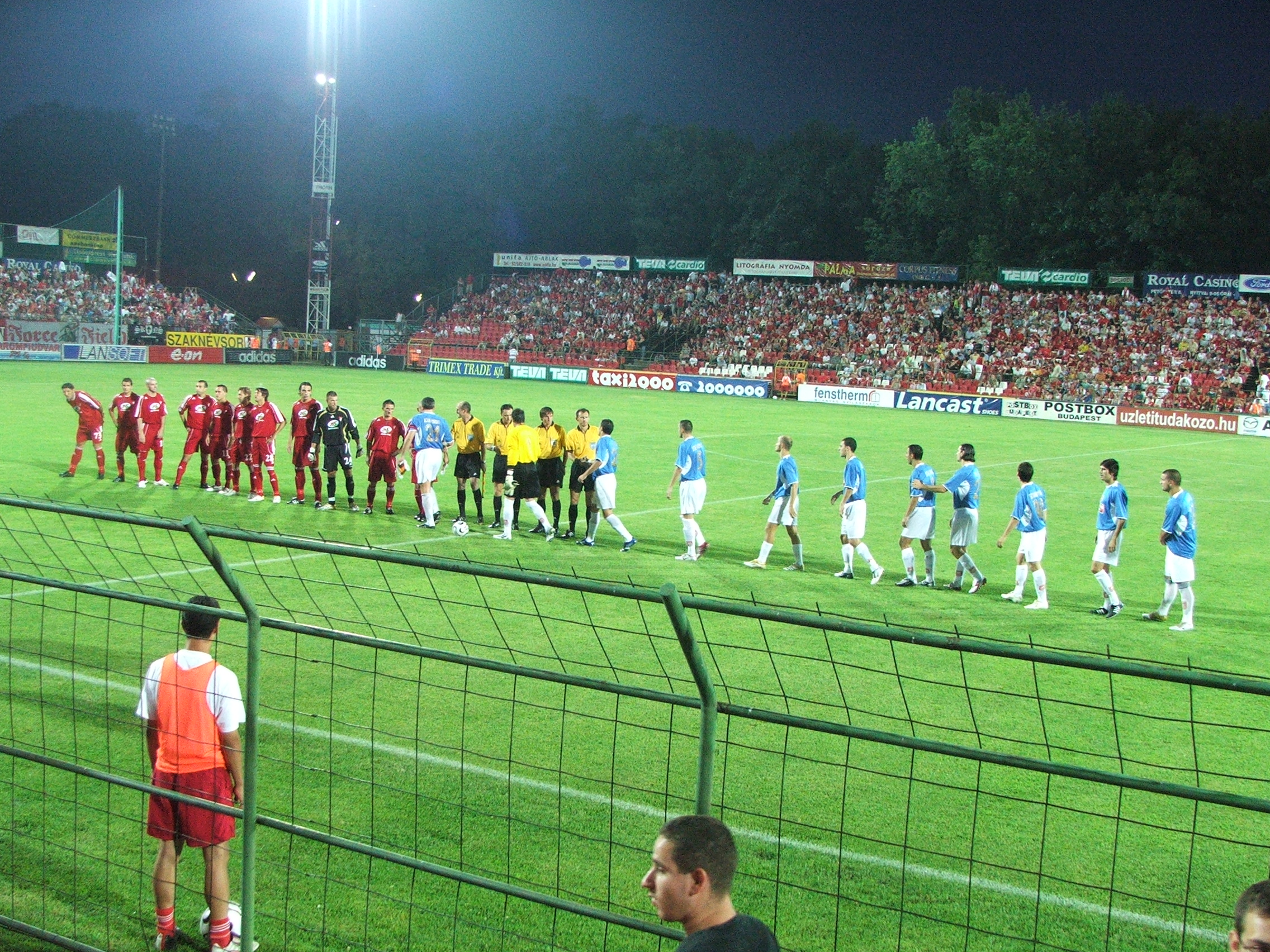
Partit d'anada entre el Debreceni (vermells) i el Rabotnicki (blanc-i-blaus). Estadi Oláh Gábor Út, a Debrecen, Hongria.

El mateix sorteig de la primera ronda a Nyon va servir per decidir els aparellaments de la segona ronda. Els equips classificats van ser els 11 campions de les lligues situades entre els llocs 17 i 27 del rànquing UEFA, els 6 subcampions de les lligues del lloc 10 al 15 i els 11 guanyadors de l'eliminatòria de primera ronda.
Els partits d'anada es van disputar els dies 25 i 26 de juliol, i els de tornada entre l'1 i 2 d'agost de 2006.
| Partit | Equip 1           | Resultat global | Equip 2                  | Resultat anada | Resultat tornada |
| ------ | ----------------- | --------------- | ------------------------ | -------------- | ---------------- |
| 1      | FK Ekranas        | 3:9             | NK Dinamo de Zagreb      | 1:4            | 2:5              |
| 2      | FC Sheriff        | 1:1             | FC Spartak Moskvà        | 1:1            | 0:0              |
| 3      | Debreceni VSC     | 2:5             | FK Rabotnicki            | 1:1            | 1:4              |
| 4      | NK Gorica         | 0:5             | FC Steaua Bucuresti      | 0:2            | 0:3              |
| 5      | FC København      | 4:2             | MyPa                     | 2:0            | 2:2              |
| 6      | FK Mladá Boleslav | 5:3             | Vålerenga IF             | 3:1            | 2:2              |
| 7      | Djurgårdens IF FF | 2:3             | MFK Ružomberok           | 1:0            | 1:3              |
| 8      | FH Hafnarfjördur  | 0:3             | Legia Varsòvia           | 0:1            | 0:2              |
| 9      | FC Zürich         | 2:3             | FC Salzburg              | 2:1            | 0:2              |
| 10     | Fenerbahçe SK     | 9:0             | B36 Tórshavn             | 4:0            | 5:0              |
| 11     | Hearts FC         | 3:0             | NK Široki Brijeg         | 3:0            | 0:0              |
| 12     | FHK Metalurgs     | 1:8             | FC Dinamo de Kíev        | 1:4            | 0:4              |
| 13     | Cork City FC      | 0:4             | Estrella Roja de Belgrad | 0:1            | 0:3              |
| 14     | PFC Levski Sofia  | 4:0             | FC Sioni                 | 2:0            | 2:0              |

### Tercera fase de classificació
.

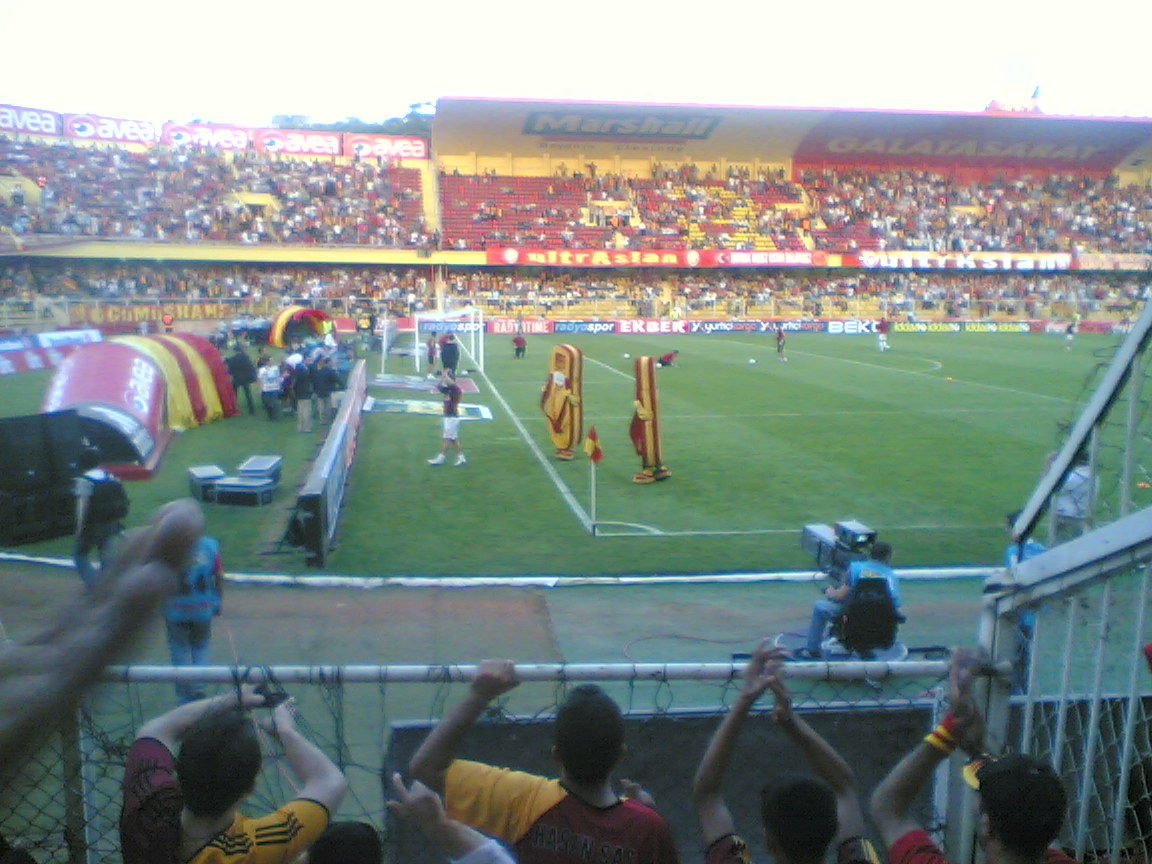
El Galatasaray pràcticament va sentenciar la seva classificació davant el Boleslav en el partit d'anada, amb un clar 5-2 al seu estadi Ali Sami Yen. A la tornada acabarien 1-1

Per decidir els enfrontaments de l'última ronda de classificació es va realitzar un nou sorteig a Nyon, el 28 de juliol de 2006. En el sorteig van entrar els campions de les lligues situades entre els llocs 11 i 16 del rànquing UEFA, els subcampions de les lligues entre el lloc 7 i 9, els tercers classificats de l'1 al 6 (entre els quals, el València CF), els quarts classificats de l'1 al 3 (entre els quals l'Osasuna), i els 14 classificats de la ronda anterior. En el sorteig, hi va haver dos grups d'equips. Els 16 amb major coeficient UEFA de clubs (caps de sèrie) tindrien com a rival un equip no cap de sèrie.
Els partits d'anada es van disputar els dies 8 i 9 d'agost, i els de tornada entre el 22 i 23 d'agost de 2006.
| Partit | Equip 1              | Resultat global | Equip 2                  | Resultat anada | Resultat tornada |
| ------ | -------------------- | --------------- | ------------------------ | -------------- | ---------------- |
| 1      | NK Dinamo de Zagreb  | 1:5             | Arsenal FC               | 0:3            | 1:2              |
| 2      | FK Austria Wien      | 1:4             | SL Benfica               | 1:1            | 0:3              |
| 3      | Hamburger SV         | 1:1             | CA Osasuna               | 0:0            | 1:1              |
| 4      | AC Milan             | 3:1             | Estrella Roja de Belgrad | 1:0            | 2:1              |
| 5      | FC Salzburg          | 1:3             | València CF              | 1:0            | 0:3              |
| 6      | LOSC Lille           | 4:0             | FK Rabotnicki            | 3:0            | 1:0              |
| 7      | FC København         | 3:2             | AFC Ajax                 | 1:2            | 2:0              |
| 8      | CSKA Moskvà          | 5:0             | MFK Ružomberok           | 3:0            | 2:0              |
| 9      | FC Xakhtar Donetsk   | 4:2             | Legia Varsòvia           | 1:0            | 3:2              |
| 10     | Liverpool FC         | 3:2             | Maccabi Haifa FC         | 2:1            | 1:1*             |
| 11     | Dinamo de Kiev       | 5:3             | Fenerbahçe SK            | 3:1            | 2:2              |
| 12     | Galatasaray SK       | 6:3             | FK Mladá Boleslav        | 5:2            | 1:1              |
| 13     | PFC Levski Sofia     | 4:2             | AC Chievo Verona         | 2:0            | 2:2              |
| 14     | R. Standard de Liège | 3:4             | FC Steaua Bucuresti      | 2:2            | 1:2              |
| 15     | ŠK Slovan Bratislava | 1:2             | FC Spartak Moskvà        | 0:0            | 1:2              |
| 16     | Hearts FC            | 1:5             | AEK Athens FC            | 1:2            | 0:3              |

*A causa del conflicte armat continu a Israel, la UEFA decidia que cap partit europeu no es podria jugar al país fins a pròxim avís (Nota de la UEFA) (castellà).

## Clubs classificats
| Classificats directament a la fase de grups: - FC Barcelona Campió d'Espanya 2005-06 - Reial Madrid Subcampió d'Espanya 2005-06 - Inter de Milà Campió d'Itàlia 2005-2006 - AS Roma Subcampió d'Itàlia 2005-06 - Chelsea Football Club Campió d'Anglaterra 2005-06 - Manchester United FC Subcampió d'Anglaterra 2005-06 - Bayern de Múnic Campió d'Alemanya 2005-06 - Werder Bremen Subcampió d'Alemanya 2005-06 |  |  |  | - Olympique de Lió Campió de França 2005-06 - FC Girondins de Bordeaux Subcampió de França 2005-06 - FC Porto Campió de Portugal 2005-06 - Sporting Clube de Portugal Subcampió de Portugal 2005-06 - PSV Eindhoven Campió dels Països Baixos 2005-06 - Olympiakos FC Campió de Grècia 2005-06 - Celtic FC Campió d'Escòcia - RSC Anderlecht Campió de Bèlgica |  |  |  | Classificats després de la fase preliminar: - València CF Tercer del campionat d'Espanya 2005-06 - AC Milà Tercer del campionat d'Itàlia 2005-06 - Liverpool Football Club Tercer del campionat d'Anglaterra 2005-06 - Arsenal Football Club Quart del campionat d'Anglaterra 2005-06 - Lille OSC Tercer del campionat de França 2005-06 - Benfica Tercer del campionat de Portugal 2005-06 - Hamburg SV Tercer del campionat d'Alemanya 2005-06 - AEK Atenes Subcampió de Grècia 2005-06 |  |  |  | - CSKA Moscou Campió de Rússia 2005 - Spartak Moscou Subcampió de Rússia 2005 - Xakhtar Donetsk Campió d'Ucraïna 2005-06 - Dinamo Kiev Subcampió d'Ucraïna 2005-06 - Steaua Bucarest Campió de Romania 2005-06 - Levski Sofia Campió de Bulgària 2005-06 - Galatasaray Spor Kulübü Campió de Turquia 2005-06 - FC Copenhague Campió del Dinamarca 2005-06 |

## Fase de Grups
Una vegada coneguts els 32 equips classificats per a la primera fase de la competició, es va realitzar un sorteig en Mònaco el dia 24 d'agost de 2006, per repartir-los en vuit grups de quatre equips cada un.
| Grups | Bombo 1                 | Bombo 2               | Bombo 3                    | Bombo 4                 |
| ----- | ----------------------- | --------------------- | -------------------------- | ----------------------- |
| A     | FC Barcelona            | Chelsea Football Club | Werder Bremen              | Levski Sofia            |
| B     | Inter de Milà           | Bayern de Múnic       | Sporting Clube de Portugal | Spartak Moscou          |
| C     | Liverpool Football Club | PSV Eindhoven         | FC Girondins de Bordeaux   | Galatasaray Spor Kulübü |
| D     | València CF             | AS Roma               | Olympiakos FC              | Xakhtar Donetsk         |
| E     | Reial Madrid            | Olympique de Lió      | Steaua Bucarest            | Dinamo Kiev             |
| F     | Manchester United FC    | Celtic FC             | Benfica                    | FC Copenhague           |
| G     | Arsenal Football Club   | FC Porto              | CSKA Moscou                | Hamburg SV              |
| H     | AC Milà                 | Lille OSC             | AEK Atenes                 | RSC Anderlecht          |

En cada grup tots els equips es van enfrontar entre si en un sistema d'anada i tornada. En finalitzar la lliguilla, els dos primers equips classificats en cada grup van accedir als vuitens de final, el tercer classificat es va incorporar a la Copa de la UEFA 2006-07, i l'últim classificat va quedar fora dels torneigs internacionals.
Si dos o més equips quedessin empatats a punts en finalitzar la lliguilla, s'aplicarien els següents criteris de desempat segons recull la regularització de la UEFA:
1. Major nombre de punts obtinguts en els partits de lliguilla disputats pels equips empatats.
2. Major diferència de gols en els partits disputats pels equips empatats.
3. Major nombre de gols marcats anés de casa en els partits disputats pels equips empatats.
4. Major diferència de gols en tots els partits de la lliguilla.
5. Major nombre de gols marcats en tots els partits de la lliguilla.
6. Major coeficient acumulat pels equips empatats i de les seves respectives federacions en les últimes cinc temporades.

La primera jornada es va disputar els dies 12 i 13 de setembre de 2006, i l'última els dies 5 i 6 de desembre de 2006.
Llegenda:
| Classificat per a vuitens           |
| Repescat per als setzens de la UEFA |
| Eliminat                            |

### Grup A
.

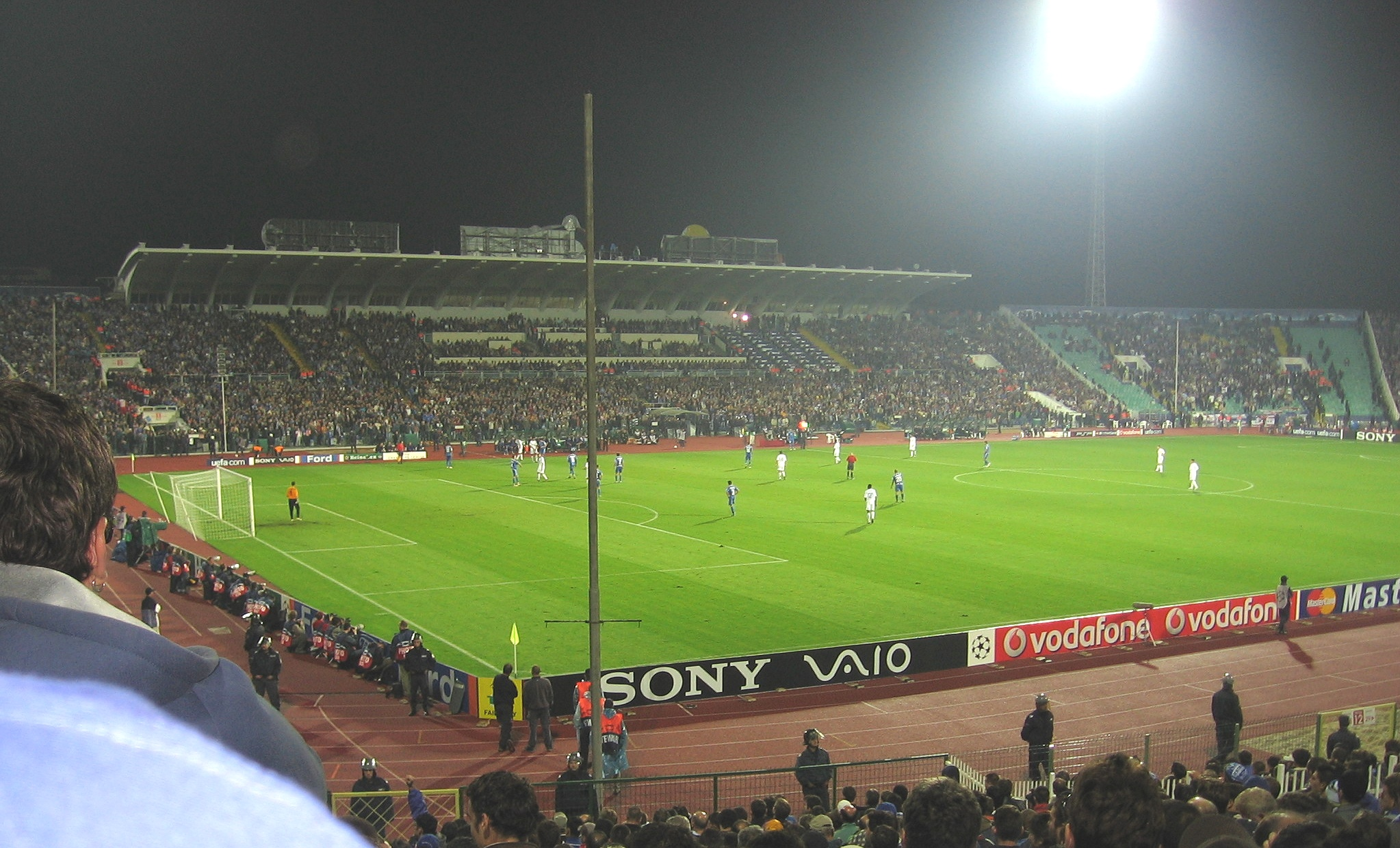
Instant del partit Levski de Sofia 1 Chelsea 3. Malgrat la derrota, el Levski va aconseguir el seu primer gol a la competició.

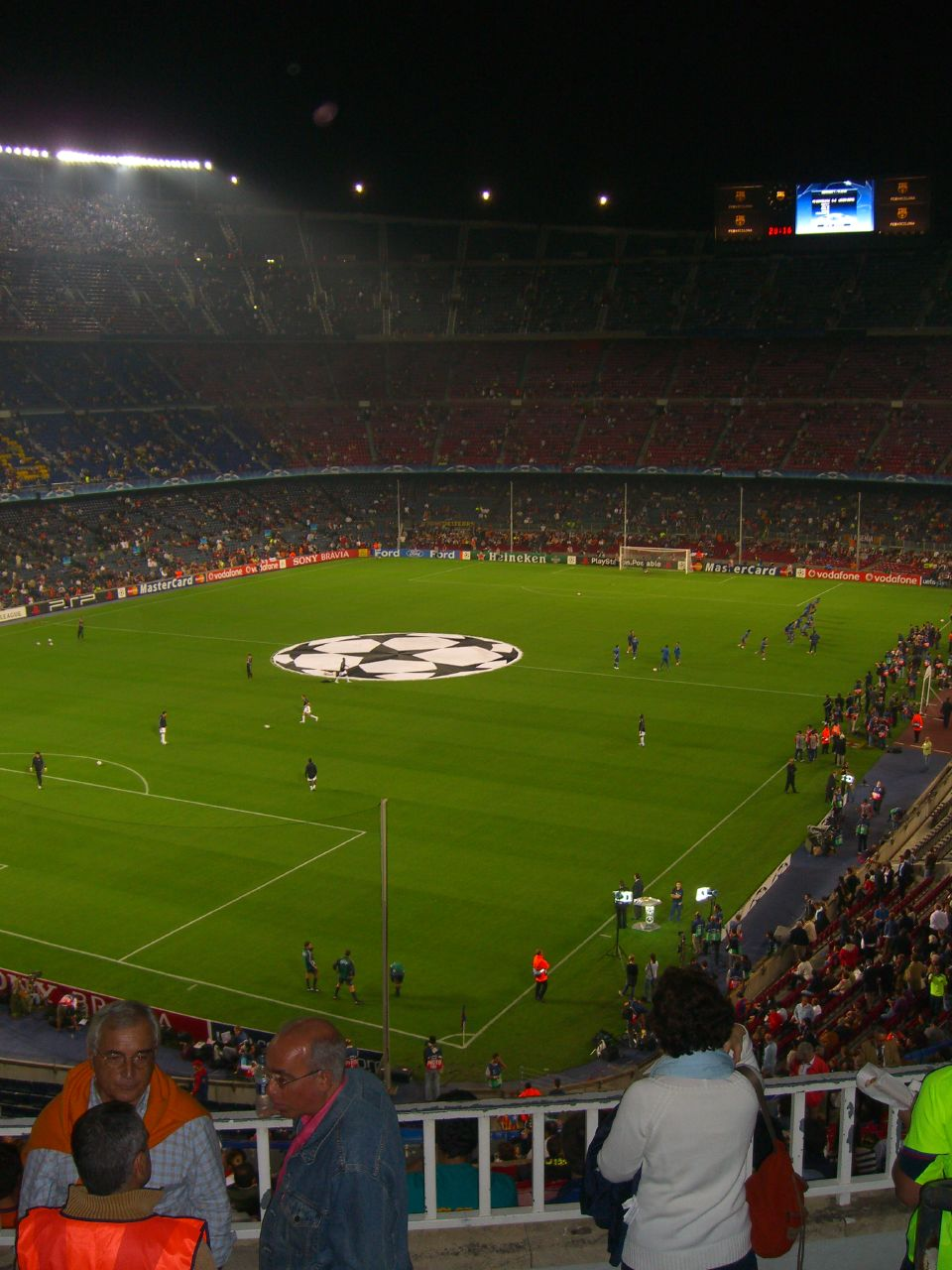
Inicis del partit FC Barcelona 2-2 Chelsea FC, al Camp Nou. El Chelsea va aconseguir empatar en el descompte i pràcticament certificar la seva classificació.

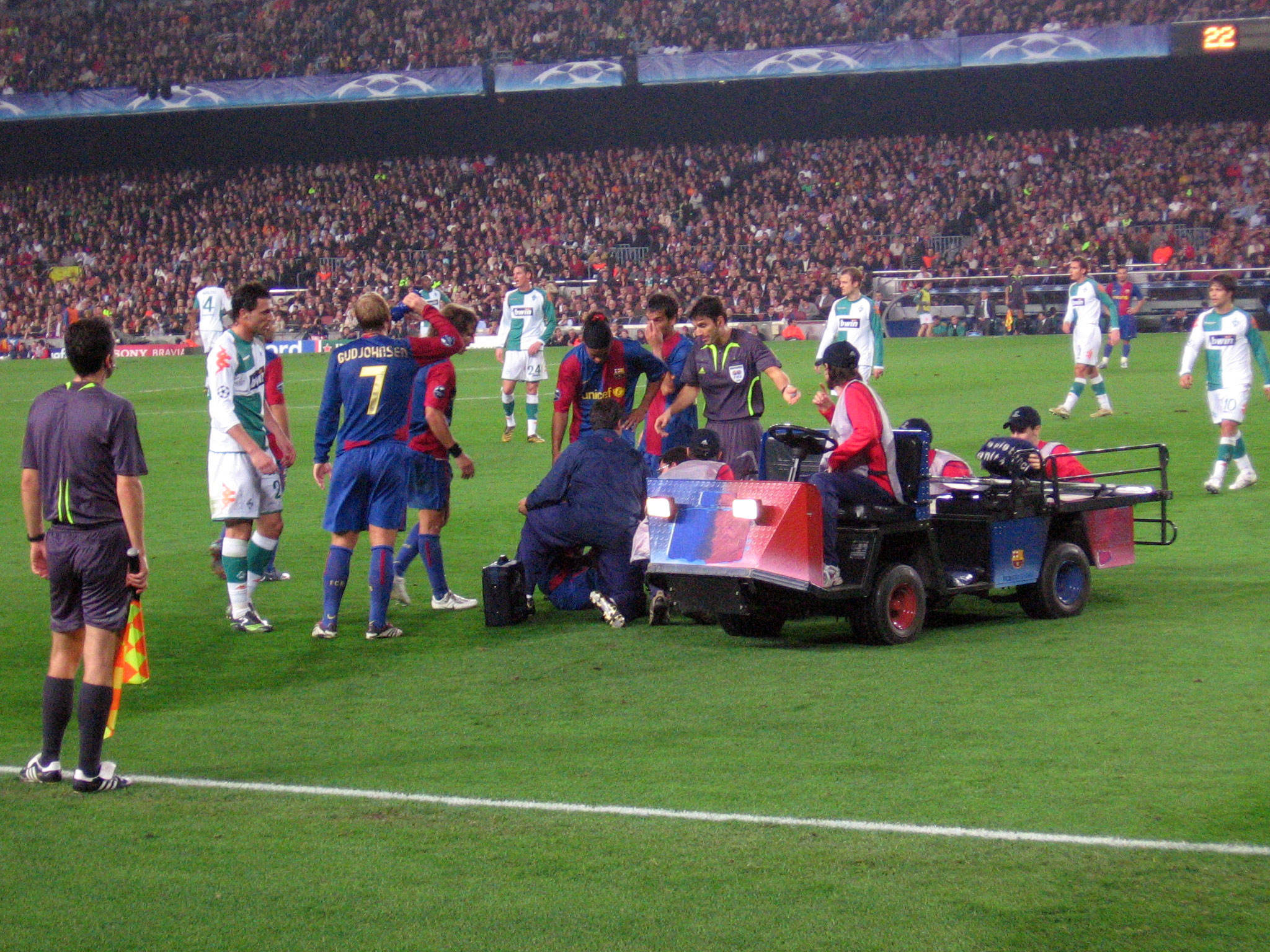
Instant del FC Barcelona - Werder Bremen, en el Camp Nou. El partit va decidir la classificació del FC Barcelona, en detriment dels alemanys

El grup A va ser el que semblava en principi el més complicat de tots, ja que en ell van quedar enquadrats dos dels grans favorits a guanyar el títol europeu, el FC Barcelona, vigent campió de la competició, i el Chelsea FC, gran dominador de la lliga anglesa en els últims anys, l'única en aconseguir classificar quatre conjunts per a la fase final de la competició. S'hi van unir el Werder Bremen, que va arribar als vuitens de final la temporada anterior, i el debutant Levski de Sofía. Aquesta composició del grup va aixecar expectatives, ja que el Barcelona i el Chelsea havien creat una gran rivalitat entre ells, després de l'emparellament d'ambdós en eliminatòries plenes de polèmiques les dues últimes temporades, amb una victòria cada un. També el Werder Bremen havia estat recentment rival del Barcelona, ja que ambdós van coincidir en la fase de grups el 2005.
Els resultats van confirmar la dificultat del grup, car el Werder Bremen va ser l'únic equip en quedar eliminat amb deu punts. Des dels primers partits es va veure que el Levski era el conjunt amb menys possibilitats, de fet va acabar sent l'equip amb pitjors nombre de tots els grups. Per la qual cosa els dos posats classificatoris s'haurien de decidir entre els altres tres equips. El Chelsea es va mostrar superior als seus rivals, aconseguint guanyar i treure un empat en l'últim minut al Barcelona, i només va cedir una derrota davant del Werder Bremen amb la seva classificació pràcticament resolta. Això va propiciar que el Barcelona i els alemanys arribessin a l'últim partit, que els enfrontava entre si en el Camp Nou, jugant-se la classificació. En aquest partit el Barcelona es va imposar per dos a zero, aconseguint així la segona plaça, i el Werder Bremen es va haver de conformar amb la repesca de la copa de la UEFA.
| Equip            | Pts | PJ | PG | PE | PP | GF | GC | DG  |
| ---------------- | --- | -- | -- | -- | -- | -- | -- | --- |
| Chelsea FC       | 13  | 6  | 4  | 1  | 1  | 10 | 4  | +6  |
| FC Barcelona     | 11  | 6  | 3  | 2  | 1  | 12 | 4  | +8  |
| Werder Bremen    | 10  | 6  | 3  | 1  | 2  | 7  | 5  | +2  |
| PFC Levski Sofia | 0   | 6  | 0  | 0  | 6  | 1  | 17 | -16 |

| 12 de setembre de 2006 - 20:45 |           |               |                           |
| Chelsea FC                     | 2-0 (1-0) | Werder Bremen | Stamford Bridge (Londres) |
|                                |           |               | Stamford Bridge (Londres) |

| 12 de setembre de 2006 - 20:45 |           |                  |                      |
| FC Barcelona                   | 5-0 (2-0) | PFC Levski Sofia | Camp Nou (Barcelona) |
|                                |           |                  | Camp Nou (Barcelona) |

| 27 de setembre de 2006 - 20:45 |           |            |                                      |
| PFC Levski Sofia               | 1-3 (0-1) | Chelsea FC | Estadi Nacional Vasil Levski (Sofia) |
|                                |           |            | Estadi Nacional Vasil Levski (Sofia) |

| 27 de setembre de 2006 - 20:45 |           |              |                       |
| Werder Bremen                  | 1-1 (0-0) | FC Barcelona | Weserstadion (Bremen) |
|                                |           |              | Weserstadion (Bremen) |

| 18 d'octubre de 2006 - 20:45 |           |                  |                       |
| Werder Bremen                | 2-0 (1-0) | PFC Levski Sofia | Weserstadion (Bremen) |
|                              |           |                  | Weserstadion (Bremen) |

| 18 d'octubre de 2006 - 20:45 |           |              |                           |
| Chelsea FC                   | 1-0 (0-0) | FC Barcelona | Stamford Bridge (Londres) |
|                              |           |              | Stamford Bridge (Londres) |

| 31 d'octubre de 2006 - 20:45 |           |               |                                      |
| PFC Levski Sofia             | 0-3 (0-3) | Werder Bremen | Estadi Nacional Vasil Levski (Sofia) |
|                              |           |               | Estadi Nacional Vasil Levski (Sofia) |

| 31 d'octubre de 2006 - 20:45 |           |            |                      |
| FC Barcelona                 | 2-2 (1-0) | Chelsea FC | Camp Nou (Barcelona) |
|                              |           |            | Camp Nou (Barcelona) |

| 22 de novembre de 2006 - 20:45 |           |            |                       |
| Werder Bremen                  | 1-0 (1-0) | Chelsea FC | Weserstadion (Bremen) |
|                                |           |            | Weserstadion (Bremen) |

| 22 de novembre de 2006 - 20:45 |           |              |                                      |
| PFC Levski Sofia               | 0-2 (0-1) | FC Barcelona | Estadi Nacional Vasil Levski (Sofia) |
|                                |           |              | Estadi Nacional Vasil Levski (Sofia) |

| 5 de desembre de 2006 - 20:45 |           |                  |                           |
| Chelsea FC                    | 2-0 (1-0) | PFC Levski Sofia | Stamford Bridge (Londres) |
|                               |           |                  | Stamford Bridge (Londres) |

| 5 de desembre de 2006 - 20:45 |           |               |                      |
| FC Barcelona                  | 2-0 (2-0) | Werder Bremen | Camp Nou (Barcelona) |
|                               |           |               | Camp Nou (Barcelona) |

### Grup B
En el grup B van quedar emparellats els vigents campions d'Alemanya, el Bayern de Múnic, i el d'Itàlia, l'Inter de Milà. Al costat d'ells es va enquadrar els que en teoria haurien de lluitar pel tercer lloc, el Sporting de Lisboa i el Spartak de Moscou.
Però l'inici de la competició no va ser gens bo per a l'Inter de Milà, que va perdre els seus dos primers partits, i va veure com el Sporting li avançava ràpidament en quatre punts i es convertia en favorit per a la classificació. No obstant això, l'Inter va aconseguir remuntar arran de la seva derrota davant del Bayern de Múnic, i va aconseguir imposar-se en els seus següents tres partits, segellant la seva classificació, al costat de la de l'equip bavarès. Ambdós es van enfrontar en l'últim partit, amb avantatge en la classificació dels alemanys, jugant-se el primer lloc del grup que els atorgués un sorteig més assequible en vuitens de final. El Bayern va imposar el seu avantatge com a local a l'estadi Allianz Arena (rebatejat eventualment com a Fußball Arena München, ja que així ho dictamina el reglament de la UEFA per a comepticions oficials), i va aconseguir l'empat que necessitava. D'altra banda, el Sporting semblava tenir assegurada la seva classificació per a la UEFA en el seu últim partit a casa davant del Spartak, però va caure derrotat per un a tres, i van ser els russos els que van accedir a la repesca.
| Equip           | Pts | PJ | PG | PE | PP | GF | GC | DG |
| --------------- | --- | -- | -- | -- | -- | -- | -- | -- |
| Bayen Múnic     | 12  | 6  | 3  | 3  | 0  | 10 | 3  | +7 |
| Inter de Milà   | 10  | 6  | 3  | 1  | 2  | 5  | 5  | +0 |
| Sporting Lisboa | 5   | 6  | 1  | 2  | 3  | 3  | 6  | -3 |
| Spartak Moscú   | 5   | 6  | 1  | 2  | 3  | 7  | 11 | -4 |

| 12 de setembre de 2006 - 20:45 |           |               |                        |
| Sporting Lisboa                | 1-0 (0-0) | Inter de Milà | José Alvalade (Lisboa) |
|                                |           |               | José Alvalade (Lisboa) |

| 12 de setembre de 2006 - 20:45 |           |                   |                               |
| FC Bayern de Múnic             | 4-0 (0-0) | FC Spartak Moskvà | Fußball Arena München (Múnic) |
|                                |           |                   | Fußball Arena München (Múnic) |

| 27 de setembre de 2006 - 20:45 |           |                 |                  |
| FC Spartak Moskvà              | 1-1 (1-0) | Sporting Lisboa | Lujniki (Moscou) |
|                                |           |                 | Lujniki (Moscou) |

| 27 de setembre de 2006 - 20:45 |           |                    |                        |
| Inter de Milà                  | 0-2 (0-0) | FC Bayern de Múnic | Giuseppe Meazza (Milà) |
|                                |           |                    | Giuseppe Meazza (Milà) |

| 18 d'octubre de 2006 - 20:45 |           |                   |                        |
| Inter de Milà                | 2-1 (2-0) | FC Spartak Moskvà | Giuseppe Meazza (Milà) |
|                              |           |                   | Giuseppe Meazza (Milà) |

| 18 d'octubre de 2006 - 20:45 |           |                    |                        |
| Sporting Lisboa              | 0-1 (0-1) | FC Bayern de Múnic | José Alvalade (Lisboa) |
|                              |           |                    | José Alvalade (Lisboa) |

| 31 d'octubre de 2006 - 18:30 |           |               |                  |
| FC Spartak Moskvà            | 0-1 (0-1) | Inter de Milà | Lujniki (Moscou) |
|                              |           |               | Lujniki (Moscou) |

| 31 d'octubre de 2006 - 20:45 |     |                 |                               |
| FC Bayern de Múnic           | 0-0 | Sporting Lisboa | Fußball Arena München (Múnic) |
|                              |     |                 | Fußball Arena München (Múnic) |

| 22 de novembre de 2006 - 18:30 |           |                    |                  |
| FC Spartak Moskvà              | 2-2 (1-2) | FC Bayern de Múnic | Lujniki (Moscou) |
|                                |           |                    | Lujniki (Moscou) |

| 22 de novembre de 2006 - 20:45 |           |                 |                        |
| Inter de Milà                  | 1-0 (1-0) | Sporting Lisboa | Giuseppe Meazza (Milà) |
|                                |           |                 | Giuseppe Meazza (Milà) |

| 5 de desembre de 2006 - 20:45 |           |                   |                        |
| Sporting Lisboa               | 1-3 (1-2) | FC Spartak Moskvà | José Alvalade (Lisboa) |
|                               |           |                   | José Alvalade (Lisboa) |

| 5 de desembre de 2006 - 20:45 |           |               |                               |
| FC Bayern de Múnic            | 1-1 (0-0) | Inter de Milà | Fußball Arena München (Múnic) |
|                               |           |               | Fußball Arena München (Múnic) |

### Grup C

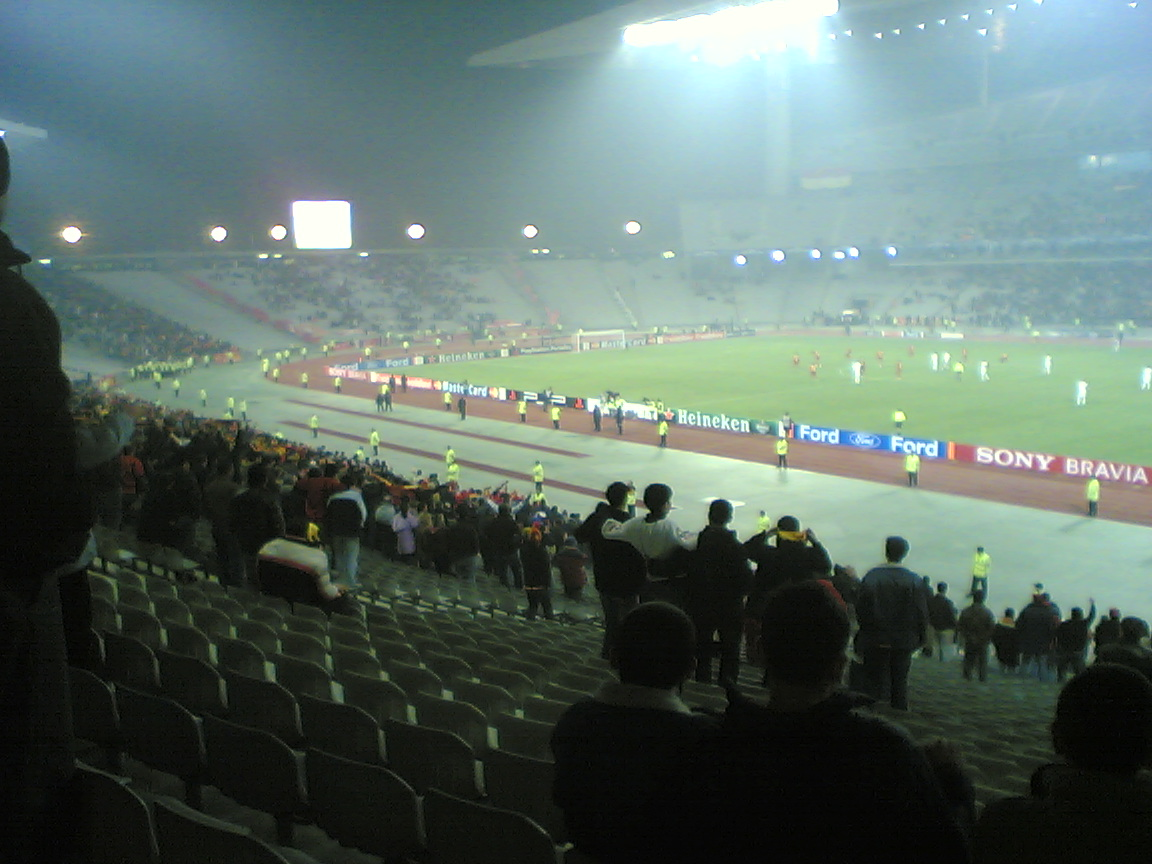
El Galatasaray Spor Kulübü va aconseguir la seva primera victòria en la fase de grups a l'últim partit davant el Liverpool FC, a l'Olímpic Atatürk, sent l'única derrota dels anglesos.

Els dos caps de sèrie del grup C van ser el Liverpool FC i el PSV Eindhoven, dos clàssics d'Europa, ambdós guanyadors del títol europeu. Els altres dos equips que van completar el grup van ser el Girondins de Bordeus i el Galatasaray Spor Kulübü turc. Els dos reapareixien en la competició, després d'absències passades.
Des dels primers partits es va veure que el Liverpool i el PSV aconseguirien la classificació, tot i que faltava veure en quin ordre. El Liverpool va guanyar al PSV a Anfield Road, el que sumat al punt aconseguit en terres neerlandeses, li donava el primer lloc matemàtic a falta de disputar l'últim partit. Malgrat la victòria final del Galatasaray davant el Liverpool, no va poder fer res per alçar-se al tercer lloc, i va quedar fet fora de les competicions europees. La classificació per a la Copa de la UEFA va ser finalment per al Girondins, que va aconseguir sumar set punts.
| Equip          | Pts | PJ | PG | PE | PP | GF | GC | DG |
| -------------- | --- | -- | -- | -- | -- | -- | -- | -- |
| Liverpool FC   | 13  | 6  | 4  | 1  | 1  | 11 | 5  | +6 |
| PSV Eindhoven  | 10  | 6  | 3  | 1  | 2  | 6  | 6  | +0 |
| FC Girondins   | 7   | 6  | 2  | 1  | 3  | 6  | 7  | -1 |
| Galatasaray SK | 4   | 6  | 1  | 1  | 4  | 7  | 12 | -5 |

| 12 de setembre de 2006 - 20:45 |     |              |                            |
| Galatasaray SK                 | 0-0 | FC Girondins | Olímpic Atatürk (Istanbul) |
|                                |     |              | Olímpic Atatürk (Istanbul) |

| 12 de setembre de 2006 - 20:45 |     |              |                         |
| PSV Eindhoven                  | 0-0 | Liverpool FC | Estadio PSV (Eindhoven) |
|                                |     |              | Estadio PSV (Eindhoven) |

| 27 de setembre de 2006 - 20:45 |           |                |                          |
| Liverpool FC                   | 3-2 (2-0) | Galatasaray SK | Anfield Road (Liverpool) |
|                                |           |                | Anfield Road (Liverpool) |

| 27 de setembre de 2006 - 20:45 |           |               |                         |
| FC Girondins                   | 0-1 (0-0) | PSV Eindhoven | Cheban Delmas (Bordeus) |
|                                |           |               | Cheban Delmas (Bordeus) |

| 18 d'octubre de 2006 - 20:45 |           |              |                         |
| FC Girondins                 | 0-1 (0-0) | Liverpool FC | Cheban Delmas (Bordeus) |
|                              |           |              | Cheban Delmas (Bordeus) |

| 18 d'octubre de 2006 - 20:45 |           |               |                            |
| Galatasaray SK               | 1-2 (1-0) | PSV Eindhoven | Olímpic Atatürk (Istanbul) |
|                              |           |               | Olímpic Atatürk (Istanbul) |

| 31 d'octubre de 2006 - 20:45 |           |              |                          |
| Liverpool FC                 | 3-0 (1-0) | FC Girondins | Anfield Road (Liverpool) |
|                              |           |              | Anfield Road (Liverpool) |

| 31 d'octubre de 2006 - 20:45 |           |                |                         |
| PSV Eindhoven                | 2-0 (0-0) | Galatasaray SK | Estadio PSV (Eindhoven) |
|                              |           |                | Estadio PSV (Eindhoven) |

| 22 de novembre de 2006 - 20:45 |           |                |                         |
| FC Girondins                   | 3-1 (1-0) | Galatasaray SK | Cheban Delmas (Bordeus) |
|                                |           |                | Cheban Delmas (Bordeus) |

| 22 de novembre de 2006 - 20:45 |           |               |                          |
| Liverpool FC                   | 2-0 (0-0) | PSV Eindhoven | Anfield Road (Liverpool) |
|                                |           |               | Anfield Road (Liverpool) |

| 5 de desembre de 2006 - 20:45 |           |              |                            |
| Galatasaray SK                | 3-2 (2-1) | Liverpool FC | Olímpic Atatürk (Istanbul) |
|                               |           |              | Olímpic Atatürk (Istanbul) |

| 5 de desembre de 2006 - 20:45 |           |              |                         |
| PSV Eindhoven                 | 1-3 (0-3) | FC Girondins | Estadio PSV (Eindhoven) |
|                               |           |              | Estadio PSV (Eindhoven) |

### Grup D
En el grup D reapareixia el València CF, després de diversos anys absent a la Lliga de Campions, i després de passar la ronda prèvia de classificació. Els seus rivals en el grup van anar l'AS Roma, l'Olympiakos FC d'El Pireu i el campió ucraïnès Xakhtar Donetsk.
El grup ràpidament va esdevenir un mà a mà entre espanyols i italians, portant el València avantatge amb la seva victòria davant dels romans a Mestalla per dos a un. Així, el València aviat va aconseguir el primer lloc matemàticament, abans de disputar l'últim encontre a l'Olímpic de Roma, al que va acudir amb una llarga llista de lesionats i amb diversos joves jugadors del seu equip filial. En canvi la Roma sí que tenia en joc la seva classificació, la qual va poder resoldre guanyant al València per un gol a zero. Per la seva part, el Shakhtar va aconseguir imposar-se a l'Olympiakos i quedant classificats per la Copa de la UEFA, i els hel·lens van quedar eliminats de qualsevol competició internacional
| Equip              | Pts | PJ | PG | PE | PP | GF | GC | DG |
| ------------------ | --- | -- | -- | -- | -- | -- | -- | -- |
| València CF        | 13  | 6  | 4  | 1  | 1  | 12 | 6  | +6 |
| AS Roma            | 10  | 6  | 3  | 1  | 2  | 8  | 4  | +4 |
| FC Xakhtar Donetsk | 6   | 6  | 1  | 3  | 2  | 6  | 11 | -5 |
| Olympiakos SFP     | 3   | 6  | 0  | 3  | 3  | 6  | 11 | -5 |

| 12 de setembre de 2006 - 20:45 |           |             |                                 |
| Olympiakos SFP                 | 2-4 (1-2) | València CF | Geórgios Karaiskakis (El Pireu) |
|                                |           |             | Geórgios Karaiskakis (El Pireu) |

| 12 de setembre de 2006 - 20:45 |           |                    |                        |
| AS Roma                        | 4-0 (0-0) | FC Xakhtar Donetsk | Stadio Olimpico (Roma) |
|                                |           |                    | Stadio Olimpico (Roma) |

| 27 de setembre de 2006 - 20:45 |           |                |                                   |
| FC Xakhtar Donetsk             | 2-2 (1-1) | Olympiakos SFP | RSC Olympiyskiy Stadium (Donetsk) |
|                                |           |                | RSC Olympiyskiy Stadium (Donetsk) |

| 27 de setembre de 2006 - 20:45 |           |         |                     |
| València CF                    | 2-1 (2-1) | AS Roma | Mestalla (València) |
|                                |           |         | Mestalla (València) |

| 18 d'octubre de 2006 - 20:45 |           |                    |                     |
| València CF                  | 2-0 (2-0) | FC Xakhtar Donetsk | Mestalla (València) |
|                              |           |                    | Mestalla (València) |

| 18 d'octubre de 2006 - 20:45 |           |         |                                 |
| Olympiakos SFP               | 1-0 (0-0) | AS Roma | Geórgios Karaiskakis (El Pireu) |
|                              |           |         | Geórgios Karaiskakis (El Pireu) |

| 31 d'octubre de 2006 - 20:45 |           |             |                                   |
| FC Xakhtar Donetsk           | 2-2 (2-1) | València CF | RSC Olympiyskiy Stadium (Donetsk) |
|                              |           |             | RSC Olympiyskiy Stadium (Donetsk) |

| 31 d'octubre de 2006 - 20:45 |           |                |                        |
| AS Roma                      | 1-1 (0-1) | Olympiakos SFP | Stadio Olimpico (Roma) |
|                              |           |                | Stadio Olimpico (Roma) |

| 22 de novembre de 2006 - 20:45 |           |                |                     |
| València CF                    | 2-0 (1-0) | Olympiakos SFP | Mestalla (València) |
|                                |           |                | Mestalla (València) |

| 22 de novembre de 2006 - 20:45 |           |         |                                   |
| FC Xakhtar Donetsk             | 1-0 (0-0) | AS Roma | RSC Olympiyskiy Stadium (Donetsk) |
|                                |           |         | RSC Olympiyskiy Stadium (Donetsk) |

| 5 de desembre de 2006 - 20:45 |           |                    |                                 |
| Olympiakos SFP                | 1-1 (0-1) | FC Xakhtar Donetsk | Geórgios Karaiskakis (El Pireu) |
|                               |           |                    | Geórgios Karaiskakis (El Pireu) |

| 5 de desembre de 2006 - 20:45 |           |             |                        |
| AS Roma                       | 1-0 (1-0) | València CF | Stadio Olimpico (Roma) |
|                               |           |             | Stadio Olimpico (Roma) |

### Grup E
En el grup E tornaven a trobar-se el Reial Madrid i l'Olympique de Lió, després de quedar també enquadrats en el mateix grup la temporada anterior. En aquella ocasió, els francesos es van classificar en primer lloc del grup, i el Madrid ho va fer com a segon. El grup quedà complet amb el Dynamo de Kíev i el Steaua de Bucarest, vell campió de la Copa d'Europa que reapareixia després d'una llarga temporada absent, i després d'haver arribat fins a les semifinals de la Copa de la UEFA a la temporada 2005-06.
Com va ocórrer un any abans, el Madrid va obrir la competició visitant l'estadi Gerland del Olympique, i es tornaria a repetir una clara victòria dels francesos. L'Olympique de Lió es va mostrar molt superior durant tota la lliguilla, i no va trobar problemes per classificar-se com a primer de grup, després de diverses victòries davant el Dynamo i al Steaua, i un valuós empat a l'Estadi Santiago Bernabéu. El Madrid, malgrat no aconseguir guanyar a l'Olympique, no va trobar tampoc massa dificultats davant els altres dos equips, i va segellar la seva classificació com a segon a falta d'un partit per al final. Per la seva part, el Steaua va mostrar un alt nivell en el seu reencontre amb la competició, i va aconseguir repescar-se a la Copa de la UEFA, caient així eliminat el Dynamo de Kíev, que no va aconseguir guanyar cap partit.
| Equip               | Pts | PJ | PG | PE | PP | GF | GC | DG  |
| ------------------- | --- | -- | -- | -- | -- | -- | -- | --- |
| Olympique de Lió    | 14  | 6  | 4  | 2  | 0  | 12 | 3  | +9  |
| Reial Madrid        | 11  | 6  | 3  | 2  | 1  | 14 | 8  | +6  |
| FC Steaua Bucuresti | 5   | 6  | 1  | 2  | 3  | 7  | 11 | -4  |
| FC Dinamo de Kíev   | 2   | 6  | 0  | 2  | 4  | 5  | 16 | -11 |

| 13 de setembre de 2006 - 20:45 |           |                     |                                  |
| FC Dinamo de Kíev              | 1-4 (1-3) | FC Steaua Bucuresti | Olímpico Nacional de Kiev (Kíev) |
|                                |           |                     | Olímpico Nacional de Kiev (Kíev) |

| 13 de setembre de 2006 - 20:45 |           |              |                        |
| Olympique de Lió               | 2-0 (2-0) | Reial Madrid | Stade de Gerland (Lió) |
|                                |           |              | Stade de Gerland (Lió) |

| 26 de setembre de 2006 - 20:45 |           |                   |                            |
| Reial Madrid                   | 5-1 (3-0) | FC Dinamo de Kíev | Santiago Bernabeu (Madrid) |
|                                |           |                   | Santiago Bernabeu (Madrid) |

| 26 de setembre de 2006 - 20:45 |           |                  |                              |
| FC Steaua Bucuresti            | 0-3 (0-1) | Olympique de Lió | Stadionul Ghencea (Bucarest) |
|                                |           |                  | Stadionul Ghencea (Bucarest) |

| 17 d'octubre de 2006 - 20:45 |           |              |                              |
| FC Steaua Bucuresti          | 1-4 (0-2) | Reial Madrid | Stadionul Ghencea (Bucarest) |
|                              |           |              | Stadionul Ghencea (Bucarest) |

| 17 d'octubre de 2006 - 20:45 |           |                  |                                  |
| FC Dinamo de Kíev            | 0-3 (0-2) | Olympique de Lió | Olímpico Nacional de Kiev (Kíev) |
|                              |           |                  | Olímpico Nacional de Kiev (Kíev) |

| 1 de novembre de 2006 - 20:45 |           |                     |                            |
| Reial Madrid                  | 1-0 (0-0) | FC Steaua Bucuresti | Santiago Bernabeu (Madrid) |
|                               |           |                     | Santiago Bernabeu (Madrid) |

| 1 de novembre de 2006 - 20:45 |           |                   |                        |
| Olympique de Lió              | 1-0 (1-0) | FC Dinamo de Kíev | Stade de Gerland (Lió) |
|                               |           |                   | Stade de Gerland (Lió) |

| 21 de novembre de 2006 - 20:45 |           |                   |                              |
| FC Steaua Bucuresti            | 1-1 (0-1) | FC Dinamo de Kíev | Stadionul Ghencea (Bucarest) |
|                                |           |                   | Stadionul Ghencea (Bucarest) |

| 21 de novembre de 2006 - 20:45 |           |                  |                            |
| Reial Madrid                   | 2-2 (1-2) | Olympique de Lió | Santiago Bernabeu (Madrid) |
|                                |           |                  | Santiago Bernabeu (Madrid) |

| 6 de desembre de 2006 - 20:45 |           |              |                                  |
| FC Dinamo de Kíev             | 2-2 (2-0) | Reial Madrid | Olímpico Nacional de Kiev (Kíev) |
|                               |           |              | Olímpico Nacional de Kiev (Kíev) |

| 6 de desembre de 2006 - 20:45 |           |                     |                        |
| Olympique de Lió              | 1-1 (1-1) | FC Steaua Bucuresti | Stade de Gerland (Lió) |
|                               |           |                     | Stade de Gerland (Lió) |

### Grup F
.

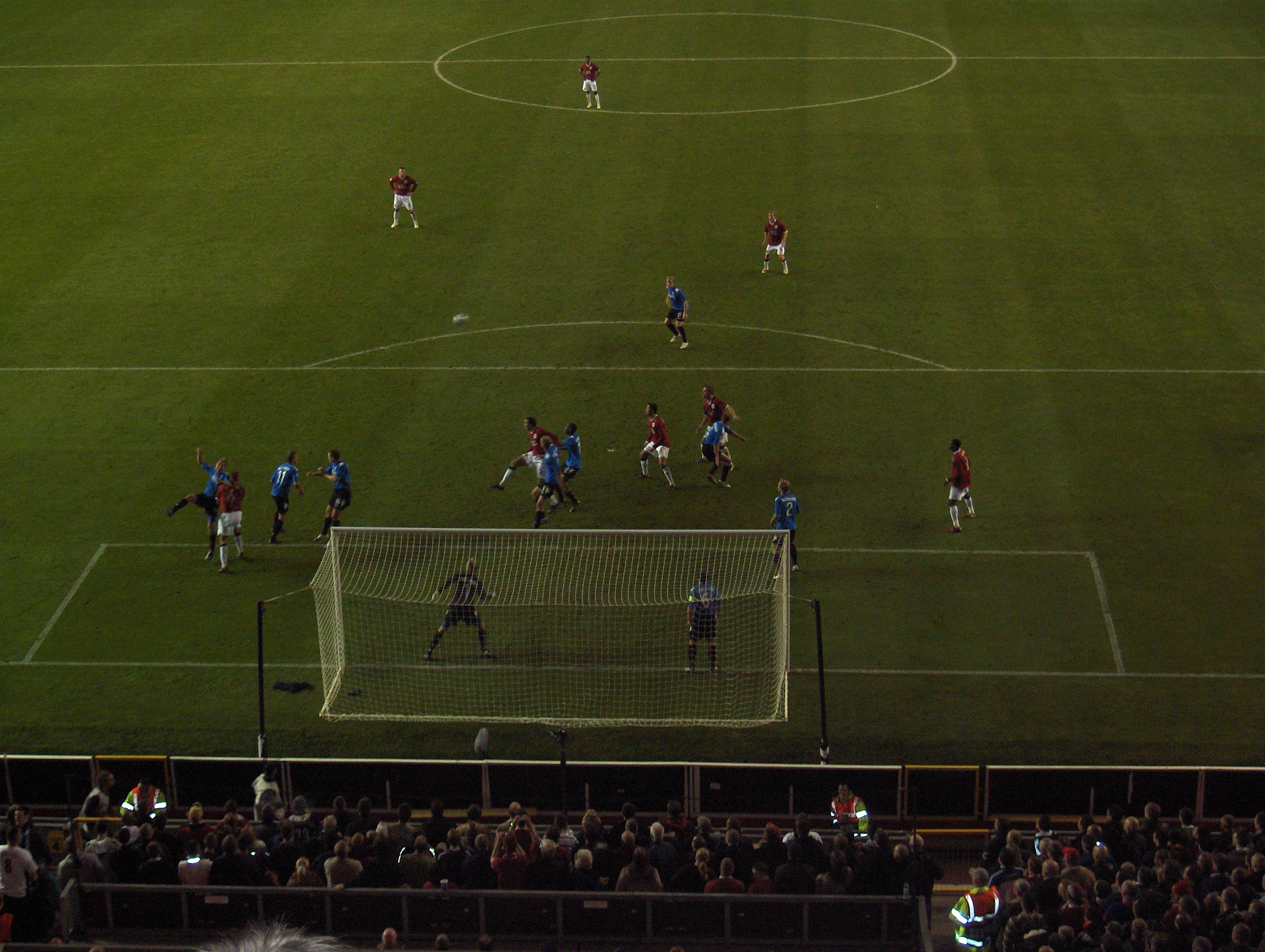
Manchester United a la seva victòria per 3-0 al Copenague. Era la seva tercera victòria en tres partits, la qual cosa pràcticament el col·locava en els vuitens de final.

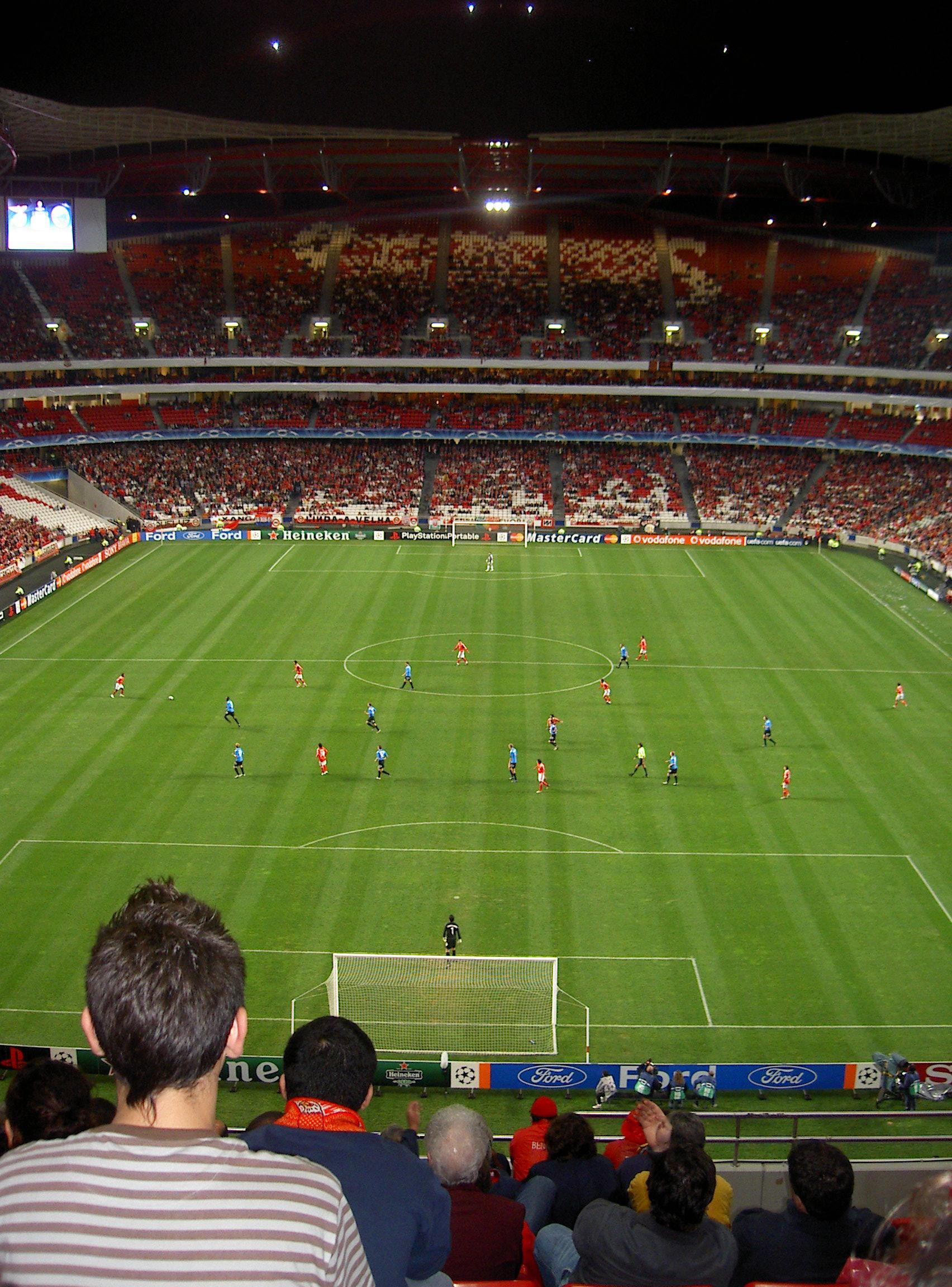
Estádio da Luz, a Lisboa. Instant del partit Benfica 3, Copenhaguen 1. Partit clau per a l'obtenció de la tercera plaça dels portuguesos

En el grup F van tornar a coincidir el Manchester United FC i el SL Benfica portuguès, després de la fase de grups de la temporada anterior, en la qual els anglesos quedaren fora després del seu quart lloc en el grup, mentre que els portuguesos sí que van aconseguir la classificació, a mercè de la victòria en el partit que els va enfrontar. Van completar el grup el Celtic FC, en el seu retorn a la competició, i el debutant danès FC Copenhague.
El primer conjunt a aconseguir la classificació va ser el Celtic, gràcies a la seva victòria com a local davant del Manchester, en un match de gran tradició britànica. Per la seva part, el Manchester i el Benfica van tornar a disputar l'última jornada amb tot en joc, encara que en aquesta ocasió hi va haver victòria dels anglesos a Old Trafford, aconseguint a més el primer lloc. El Benfica va haver de conformar-se amb la copa de la UEFA. El Copenague va realitzar un molt bon paper en el seu debut, malgrat quedar últim de grup, però va aconseguir no perdre cap partit al seu estadi de Copenhaguen, i fins i tot vencent a Manchester United i Celtic. Tanmateix amb el Benfica només aconseguí empatar, la qual cosa afegit a la derrota a Lisboa, va decantar el tercer lloc pel Benfica després de l'empat a 7 punts.
| Equip                | Pts | PJ | PG | PE | PP | GF | GC | DG |
| -------------------- | --- | -- | -- | -- | -- | -- | -- | -- |
| Manchester United FC | 12  | 6  | 4  | 0  | 2  | 10 | 5  | +5 |
| Celtic FC            | 9   | 6  | 3  | 0  | 3  | 8  | 9  | -1 |
| SL Benfica           | 7   | 6  | 2  | 1  | 3  | 7  | 8  | -1 |
| FC København         | 7   | 6  | 2  | 1  | 3  | 5  | 8  | -3 |

| 13 de setembre de 2006 - 20:45 |           |           |                           |
| Manchester United FC           | 3-2 (2-2) | Celtic FC | Old Trafford (Manchester) |
|                                |           |           | Old Trafford (Manchester) |

| 13 de setembre de 2006 - 20:45 |     |            |                              |
| FC København                   | 0-0 | SL Benfica | Parken Stadium (Copenhaguen) |
|                                |     |            | Parken Stadium (Copenhaguen) |

| 26 de setembre de 2006 - 20:45 |           |                      |                         |
| SL Benfica                     | 0-1 (0-0) | Manchester United FC | Estádio da Luz (Lisboa) |
|                                |           |                      | Estádio da Luz (Lisboa) |

| 26 de setembre de 2006 - 20:45 |           |              |                       |
| Celtic FC                      | 1-0 (1-0) | FC København | Celtic Park (Glasgow) |
|                                |           |              | Celtic Park (Glasgow) |

| 17 d'octubre de 2006 - 20:45 |           |            |                       |
| Celtic FC                    | 3-0 (0-0) | SL Benfica | Celtic Park (Glasgow) |
|                              |           |            | Celtic Park (Glasgow) |

| 17 d'octubre de 2006 - 20:45 |           |              |                           |
| Manchester United FC         | 3-0 (1-0) | FC København | Old Trafford (Manchester) |
|                              |           |              | Old Trafford (Manchester) |

| 1 de novembre de 2006 - 20:45 |           |           |                         |
| SL Benfica                    | 3-0 (2-0) | Celtic FC | Estádio da Luz (Lisboa) |
|                               |           |           | Estádio da Luz (Lisboa) |

| 1 de novembre de 2006 - 20:45 |           |                      |                              |
| FC København                  | 1-0 (0-0) | Manchester United FC | Parken Stadium (Copenhaguen) |
|                               |           |                      | Parken Stadium (Copenhaguen) |

| 21 de novembre de 2006 - 20:45 |           |                      |                       |
| Celtic FC                      | 1-0 (0-0) | Manchester United FC | Celtic Park (Glasgow) |
|                                |           |                      | Celtic Park (Glasgow) |

| 21 de novembre de 2006 - 20:45 |           |              |                         |
| SL Benfica                     | 3-1 (3-0) | FC København | Estádio da Luz (Lisboa) |
|                                |           |              | Estádio da Luz (Lisboa) |

| 6 de desembre de 2006 - 20:45 |           |            |                           |
| Manchester United FC          | 3-1 (1-1) | SL Benfica | Old Trafford (Manchester) |
|                               |           |            | Old Trafford (Manchester) |

| 6 de desembre de 2006 - 20:45 |           |           |                              |
| FC København                  | 3-1 (2-0) | Celtic FC | Parken Stadium (Copenhaguen) |
|                               |           |           | Parken Stadium (Copenhaguen) |

### Grup G
El subcampió de la temporoda 2005-06, l'Arsenal FC, va quedar enquadrat amb el FC Porto, guanyador del torneig el 2004, com a màxim rival per aconseguir la classificació i el primer lloc del grup. S'hi van unir el CSKA de Moscou i l'Hamburg SV, ambdós sense renunciar a intentar colar-se en la classificació final del grup.
El CSKA va començar molt bé la primera tornada de la liguilla, cedint un únic empat a Porto, i després de tres jornades es mostrava encapçalant el grup i amb totes les opcions d'aconseguir la classificació. Però, el Porto i l'Arsenal van aprofitar els seus partits contra l'Hamburg per sumar punts, arribant a imposar-se també el Porto en el partit que el va enfrontar al CSKA a Moscou. Això va propiciar que ambdós equips arribessin a l'última jornada empatats a punts, havent d'enfrontar-se entre ells, i donant-se la circunstacia que amb un empat s'assegurarien la classificació els dos. Malgrat això, el Porto va buscar una victòria que li donés el liderat final del grup, encara que aquesta no va arribar, ambdós van empatar, i van deixar fora del camí al CSKA, que tampoc no s'hagués classificat, a causa de la seva derrota final davant de l'Hamburg, els únics punts que va aconseguir el conjunt alemany.
| Equip        | Pts | PJ | PG | PE | PP | GF | GC | DG |
| ------------ | --- | -- | -- | -- | -- | -- | -- | -- |
| FC Porto     | 11  | 6  | 3  | 2  | 1  | 9  | 4  | +5 |
| Arsenal FC   | 11  | 6  | 3  | 2  | 1  | 7  | 3  | +4 |
| CSKA Moskvà  | 8   | 6  | 2  | 2  | 2  | 4  | 5  | -1 |
| Hamburger SV | 3   | 6  | 1  | 0  | 5  | 7  | 15 | -8 |

| 13 de setembre de 2006 - 20:45 |     |             |                           |
| FC Porto                       | 0-0 | CSKA Moskvà | Estádio do Dragão (Porto) |
|                                |     |             | Estádio do Dragão (Porto) |

| 13 de setembre de 2006 - 20:45 |           |            |                         |
| Hamburger SV                   | 1-2 (0-1) | Arsenal FC | Arena Hamburg (Hamburg) |
|                                |           |            | Arena Hamburg (Hamburg) |

| 26 de setembre de 2006 - 20:45 |           |          |                           |
| Arsenal FC                     | 2-0 (1-0) | FC Porto | Arsenal Stadium (Londres) |
|                                |           |          | Arsenal Stadium (Londres) |

| 26 de setembre de 2006 - 20:45 |           |              |                            |
| CSKA Moskvà                    | 1-0 (0-0) | Hamburger SV | Lokomotiv Stadium (Moscou) |
|                                |           |              | Lokomotiv Stadium (Moscou) |

| 17 d'octubre de 2006 - 18:30 |           |            |                            |
| CSKA Moskvà                  | 1-0 (1-0) | Arsenal FC | Lokomotiv Stadium (Moscou) |
|                              |           |            | Lokomotiv Stadium (Moscou) |

| 17 d'octubre de 2006 - 20:45 |           |              |                           |
| FC Porto                     | 4-1 (2-0) | Hamburger SV | Estádio do Dragão (Porto) |
|                              |           |              | Estádio do Dragão (Porto) |

| 1 de novembre de 2006 - 20:45 |     |             |                           |
| Arsenal FC                    | 0-0 | CSKA Moskvà | Arsenal Stadium (Londres) |
|                               |     |             | Arsenal Stadium (Londres) |

| 1 de novembre de 2006 - 20:45 |           |          |                         |
| Hamburger SV                  | 1-3 (0-1) | FC Porto | Arena Hamburg (Hamburg) |
|                               |           |          | Arena Hamburg (Hamburg) |

| 21 de novembre de 2006 - 18:30 |           |          |                            |
| CSKA Moskvà                    | 0-2 (0-1) | FC Porto | Lokomotiv Stadium (Moscou) |
|                                |           |          | Lokomotiv Stadium (Moscou) |

| 21 de novembre de 2006 - 20:45 |           |              |                           |
| Arsenal FC                     | 3-1 (0-1) | Hamburger SV | Arsenal Stadium (Londres) |
|                                |           |              | Arsenal Stadium (Londres) |

| 6 de desembre de 2006 - 20:45 |     |            |                           |
| FC Porto                      | 0-0 | Arsenal FC | Estádio do Dragão (Porto) |
|                               |     |            | Estádio do Dragão (Porto) |

| 6 de desembre de 2006 - 20:45 |           |             |                         |
| Hamburger SV                  | 3-2 (1-1) | CSKA Moskvà | Arena Hamburg (Hamburg) |
|                               |           |             | Arena Hamburg (Hamburg) |

### Grup H
.

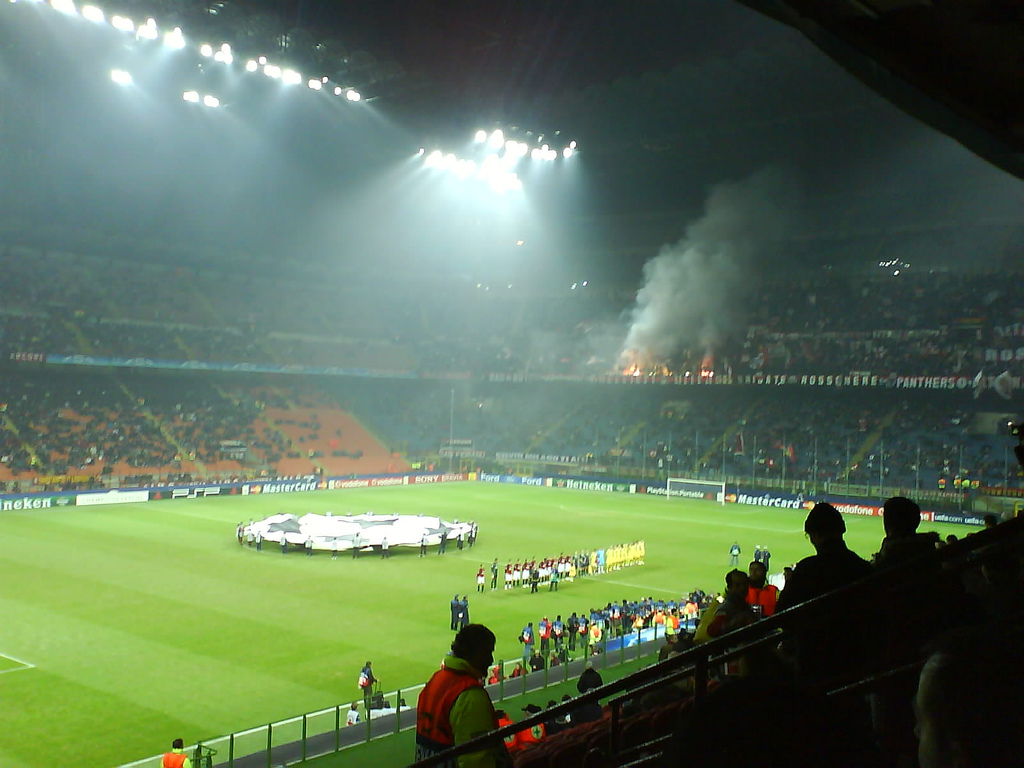
Inici del partit AC Milan 0 - Lille 2, a San Siro. La victòria va donar la classificació al Lille, davant d'un Milà amb el primer lloc assegurat per endavant

L'AC Milan, equip amb major coeficient UEFA en l'inici del torneig, va poder classificar-se finalment per a la fase de grups de la competició, després de veure's obligat a jugar la fase prèvia de classificació, resultat de la sentència del judici per manipulació de partits del futbol italià. S'hi va imposar sense grans conflictes a l'Estrella Roja de Belgrad. Una vegada enquadrat en el grup H, va tenir com rivals de classificació al Lille OSC, l'AEK Atenes i el RSC Anderlecht.
Amb una primera fase sense massa problemes, el Milà va obtenir aviat la classificació matemàtica per als vuitens de final. Però, i malgrat quedar finalment com primer de grup, va acabar la liguilla de forma agredolça, després de perdre en les dues últimes jornades, al mig d'una crisi de resultats a l'Scudetto. Per la seva part, l'AEK i el Lille mantengueren una tensa pugna pel segon lloc del grup, que va anar a parar finalment del costat dels francesos, després d'una meritòria victòria a San Siro. L'AEK es va haver de conformar amb la disputa de la Copa de la UEFA, malgrat aconseguir la seva primera victòria en la història de la competició, aconseguida contra el Lille i seguida d'una altra contra el Milan. Però no va poder fer el mateix davant l'Anderlecht en l'últim partit, el qual hagués significat la classificació.
| Equip          | Pts | PJ | PG | PE | PP | GF | GC | DG |
| -------------- | --- | -- | -- | -- | -- | -- | -- | -- |
| AC Milan       | 10  | 6  | 3  | 1  | 2  | 8  | 4  | +4 |
| LOSC Lille     | 9   | 6  | 2  | 3  | 1  | 8  | 5  | +3 |
| AEK Athens FC  | 8   | 6  | 2  | 2  | 2  | 6  | 9  | -3 |
| RSC Anderlecht | 4   | 6  | 0  | 4  | 2  | 7  | 11 | -4 |

| 13 de setembre de 2006 - 20:45 |           |            |                                     |
| RSC Anderlecht                 | 1-1 (1-0) | LOSC Lille | Constant Vanden Stock (Brussel·les) |
|                                |           |            | Constant Vanden Stock (Brussel·les) |

| 13 de setembre de 2006 - 20:45 |           |               |                        |
| AC Milan                       | 3-0 (2-0) | AEK Athens FC | Giuseppe Meazza (Milà) |
|                                |           |               | Giuseppe Meazza (Milà) |

| 26 de setembre de 2006 - 20:45 |           |                |                       |
| AEK Athens FC                  | 1-1 (1-1) | RSC Anderlecht | Spyros Louis (Atenes) |
|                                |           |                | Spyros Louis (Atenes) |

| 26 de setembre de 2006 - 20:45 |     |          |                              |
| LOSC Lille                     | 0-0 | AC Milan | Stade Félix Bollaert (Lilla) |
|                                |     |          | Stade Félix Bollaert (Lilla) |

| 17 d'octubre de 2006 - 20:45 |           |               |                              |
| LOSC Lille                   | 3-1 (0-0) | AEK Athens FC | Stade Félix Bollaert (Lilla) |
|                              |           |               | Stade Félix Bollaert (Lilla) |

| 17 d'octubre de 2006 - 20:45 |           |          |                                     |
| RSC Anderlecht               | 0-1 (0-0) | AC Milan | Constant Vanden Stock (Brussel·les) |
|                              |           |          | Constant Vanden Stock (Brussel·les) |

| 1 de novembre de 2006 - 20:45 |           |            |                       |
| AEK Athens FC                 | 1-0 (0-0) | LOSC Lille | Spyros Louis (Atenes) |
|                               |           |            | Spyros Louis (Atenes) |

| 1 de novembre de 2006 - 20:45 |           |                |                        |
| AC Milan                      | 4-1 (2-0) | RSC Anderlecht | Giuseppe Meazza (Milà) |
|                               |           |                | Giuseppe Meazza (Milà) |

| 21 de novembre de 2006 - 20:45 |           |                |                              |
| LOSC Lille                     | 2-2 (1-1) | RSC Anderlecht | Stade Félix Bollaert (Lilla) |
|                                |           |                | Stade Félix Bollaert (Lilla) |

| 21 de novembre de 2006 - 20:45 |           |          |                       |
| AEK Athens FC                  | 1-0 (1-0) | AC Milan | Spyros Louis (Atenes) |
|                                |           |          | Spyros Louis (Atenes) |

| 6 de desembre de 2006 - 20:45 |           |               |                                     |
| RSC Anderlecht                | 2-2 (1-0) | AEK Athens FC | Constant Vanden Stock (Brussel·les) |
|                               |           |               | Constant Vanden Stock (Brussel·les) |

| 6 de desembre de 2006 - 20:45 |           |            |                        |
| AC Milan                      | 0-2 (0-1) | LOSC Lille | Giuseppe Meazza (Milà) |
|                               |           |            | Giuseppe Meazza (Milà) |

## Segona fase
Els setze equips classificats van disputar una sèrie d'eliminatòries a anada i tornada, fins a decidir els dos equips classificats per a la final d'Atenes. A la taula es mostren tots els encreuaments de la segona fase. El primer equip de cada eliminatòria va jugar com a local el partit d'anada, i el segon va jugar en el seu camp la tornada. En els resultats s'indica el marcador en l'anada, seguit del de la tornada.
L'eliminatòria de vuitens de final va enfrontar a cada campió de grup amb un segon classificat d'un grup diferent al seu, amb l'avantatge de jugar el partit de tornada com a local, i amb la restricció de no poder creuar-se dos conjunts del mateix país. La resta d'eliminatòries es van sortejar sense cap restricció.
|  | Vuitens de final        | Vuitens de final        | Vuitens de final        |               |               | Quarts de final         | Quarts de final         | Quarts de final         |  |               | Semifinals             | Semifinals             | Semifinals             |  |          | Final               | Final               |  |
|  | 20/21 febrer - 6/7 març | 20/21 febrer - 6/7 març | 20/21 febrer - 6/7 març |               |               | 3/4 abril - 10/11 abril | 3/4 abril - 10/11 abril | 3/4 abril - 10/11 abril |  |               | 24/25 abril - 1/2 maig | 24/25 abril - 1/2 maig | 24/25 abril - 1/2 maig |  |          | 23 de maig (Atenes) | 23 de maig (Atenes) |  |
|  |                         |                         |                         |               |               |                         |                         |                         |  |               |                        |                        |                        |  |          |                     |                     |  |
|  | AS Roma                 | 0                       | 2                       |               |               |                         |                         |                         |  |               |                        |                        |                        |  |          |                     |                     |  |
|  | Olympique Lyon          | 0                       | 0                       |               |               |                         |                         |                         |  |               |                        |                        |                        |  |          |                     |                     |  |
|  | Olympique Lyon          | 0                       | 0                       |               | AS Roma       | 2                       | 1                       |                         |  |               |                        |                        |                        |  |          |                     |                     |  |
|  |                         |                         |                         |               | AS Roma       | 2                       | 1                       |                         |  |               |                        |                        |                        |  |          |                     |                     |  |
|  |                         | Manchester U.           | 1                       | 7             |               |                         |                         |                         |  |               |                        |                        |                        |  |          |                     |                     |  |
|  | Lille OSC               | Manchester U.           | 1                       | 7             | 0             | 0                       |                         |                         |  |               |                        |                        |                        |  |          |                     |                     |  |
|  | Lille OSC               |                         |                         |               | 0             | 0                       |                         |                         |  |               |                        |                        |                        |  |          |                     |                     |  |
|  | Manchester U.           | 1                       | 1                       |               |               |                         |                         |                         |  |               |                        |                        |                        |  |          |                     |                     |  |
|  | Manchester U.           | 1                       | 1                       |               |               |                         |                         |                         |  | Manchester U. | 3                      | 0                      |                        |  |          |                     |                     |  |
|  |                         |                         |                         |               |               |                         |                         |                         |  |               | 3                      | 0                      |                        |  |          |                     |                     |  |
|  | AC Milan                | 2                       | 3                       |               |               |                         |                         |                         |  |               |                        |                        |                        |  |          |                     |                     |  |
|  | AC Milan                | 2                       | 3                       | Celtic FC     | 0             | 0                       |                         |                         |  |               |                        |                        |                        |  |          |                     |                     |  |
|  |                         |                         |                         | Celtic FC     | 0             | 0                       |                         |                         |  |               |                        |                        |                        |  |          |                     |                     |  |
|  | AC Milan (pr)           | 0                       | 1                       |               |               |                         |                         |                         |  |               |                        |                        |                        |  |          |                     |                     |  |
|  | AC Milan (pr)           | 0                       | 1                       |               | AC Milan      | 2                       | 2                       |                         |  |               |                        |                        |                        |  |          |                     |                     |  |
|  |                         |                         |                         |               | AC Milan      | 2                       | 2                       |                         |  |               |                        |                        |                        |  |          |                     |                     |  |
|  |                         | Bayern Múnic            | 2                       | 0             |               |                         |                         |                         |  |               |                        |                        |                        |  |          |                     |                     |  |
|  | Reial Madrid            | Bayern Múnic            | 2                       | 0             | 3             | 1                       |                         |                         |  |               |                        |                        |                        |  |          |                     |                     |  |
|  | Reial Madrid            |                         |                         |               | 3             | 1                       |                         |                         |  |               |                        |                        |                        |  |          |                     |                     |  |
|  | Bayern Múnic (v)        | 2                       | 2                       |               |               |                         |                         |                         |  |               |                        |                        |                        |  |          |                     |                     |  |
|  | Bayern Múnic (v)        | 2                       | 2                       |               |               |                         |                         |                         |  |               |                        |                        |                        |  | AC Milan | 2                   |                     |  |
|  |                         |                         |                         |               |               |                         |                         |                         |  |               |                        |                        |                        |  |          | 2                   |                     |  |
|  | Liverpool FC            | 1                       |                         |               |               |                         |                         |                         |  |               |                        |                        |                        |  |          |                     |                     |  |
|  | Liverpool FC            | 1                       | FC Porto                | 1             | 1             |                         |                         |                         |  |               |                        |                        |                        |  |          |                     |                     |  |
|  |                         |                         | FC Porto                | 1             | 1             |                         |                         |                         |  |               |                        |                        |                        |  |          |                     |                     |  |
|  | Chelsea FC              | 1                       | 2                       |               |               |                         |                         |                         |  |               |                        |                        |                        |  |          |                     |                     |  |
|  | Chelsea FC              | 1                       | 2                       |               | Chelsea FC    | 1                       | 2                       |                         |  |               |                        |                        |                        |  |          |                     |                     |  |
|  |                         |                         |                         |               | Chelsea FC    | 1                       | 2                       |                         |  |               |                        |                        |                        |  |          |                     |                     |  |
|  |                         | València CF             | 1                       | 1             |               |                         |                         |                         |  |               |                        |                        |                        |  |          |                     |                     |  |
|  | Inter de Milà           | València CF             | 1                       | 1             | 2             | 0                       |                         |                         |  |               |                        |                        |                        |  |          |                     |                     |  |
|  | Inter de Milà           |                         |                         |               | 2             | 0                       |                         |                         |  |               |                        |                        |                        |  |          |                     |                     |  |
|  | València CF (v)         | 2                       | 0                       |               |               |                         |                         |                         |  |               |                        |                        |                        |  |          |                     |                     |  |
|  | València CF (v)         | 2                       | 0                       |               |               |                         |                         |                         |  | Chelsea FC    | 1                      | 0 (1)                  |                        |  |          |                     |                     |  |
|  |                         |                         |                         |               |               |                         |                         |                         |  |               | 1                      | 0 (1)                  |                        |  |          |                     |                     |  |
|  | Liverpool FC (p)        | 0                       | 1 (4)                   |               |               |                         |                         |                         |  |               |                        |                        |                        |  |          |                     |                     |  |
|  | Liverpool FC (p)        | 0                       | 1 (4)                   | PSV Eindhoven | 1             | 1                       |                         |                         |  |               |                        |                        |                        |  |          |                     |                     |  |
|  |                         |                         |                         | PSV Eindhoven | 1             | 1                       |                         |                         |  |               |                        |                        |                        |  |          |                     |                     |  |
|  | Arsenal FC              | 0                       | 1                       |               |               |                         |                         |                         |  |               |                        |                        |                        |  |          |                     |                     |  |
|  | Arsenal FC              | 0                       | 1                       |               | PSV Eindhoven | 0                       | 0                       |                         |  |               |                        |                        |                        |  |          |                     |                     |  |
|  |                         |                         |                         |               | PSV Eindhoven | 0                       | 0                       |                         |  |               |                        |                        |                        |  |          |                     |                     |  |
|  |                         | Liverpool FC            | 3                       | 1             |               |                         |                         |                         |  |               |                        |                        |                        |  |          |                     |                     |  |
|  | FC Barcelona            | Liverpool FC            | 3                       | 1             | 1             | 1                       |                         |                         |  |               |                        |                        |                        |  |          |                     |                     |  |
|  | FC Barcelona            |                         |                         |               | 1             | 1                       |                         |                         |  |               |                        |                        |                        |  |          |                     |                     |  |
|  | Liverpool FC (v)        | 2                       | 0                       |               |               |                         |                         |                         |  |               |                        |                        |                        |  |          |                     |                     |  |

### Vuitens de final
El sorteig per decidir els emparellaments de vuitens de final es va celebrar el 15 de desembre, a la seu de la UEFA a Nyon. Cada campió de grup tindria com a rival a un segon classificat, amb l'avantatge de jugar el partit de tornada com a local, i amb la restricció de no poder creuar-se dos conjunts del mateix país o que ja s'haguessin enfrontat en la fase de grups.
Els partits d'anada van tenir lloc els dies 20 i 21 de febrer, i els de tornada el 6 i 7 de març.

#### Roma - Lyon
La Roma va tenir com a rivals a la seva primera participació en uns vuitens de final de la Lliga de Campions als francesos de l'Olympique de Lió, que partien com a favorits després de la seva victòria al grup E i la disputa de la tornada al Stade Gerland. En el partit d'anada es va viure un gran ambient, a causa del debut de l'equip romà, amb més de 80.000 aficionats seguint el partit a l'Estadi Olímpic. L'anada va acabar amb un empat a zero, després que cap dels equips no pogués obrir el marcador. L'Olympique va estar a prop de fer-ho en una jugada a la qual la pilota va anar al pal en una rematada desafortunada del jugador de la Roma Taddei, després d'una treta a pilota aturada de Juninho Pernambucano, la jugada més cercada pels de Lió. En el partit de tornada, la Roma va fer saltar la sorpresa i va poder imposar-se per dos a zero com a visitant, aconseguint la seva primera classificació per a uns quarts de final. Abans d'inaugurar el marcador, l'àrbitre espanyol Mejuto González va anul·lar un gol a De Rossi, per una falta prèvia de Totti. Així i tot, la Roma va sentenciar l'eliminatòria abans del descans, amb gols de Totti, de cap, i Mancini, després d'un ràpid contraatac.
| AS Roma | 0-0                  | Olympique de Lió |
| ------- | -------------------- | ---------------- |
|         | (Detalls) (castellà) |                  |

 Est. Olímpic 
Assistència: 80.000
Àrbitre: Michael Riley (Anglaterra)        
| Olympique de Lió | 0-2                  | AS Roma                 |
| ---------------- | -------------------- | ----------------------- |
|                  | (Detalls) (castellà) | Totti 22' · Mancini 44' |

 Gerland 
Assistència: 60.000
Àrbitre: Manuel Mejuto González (Espanya)        

#### Lille - Manchester United

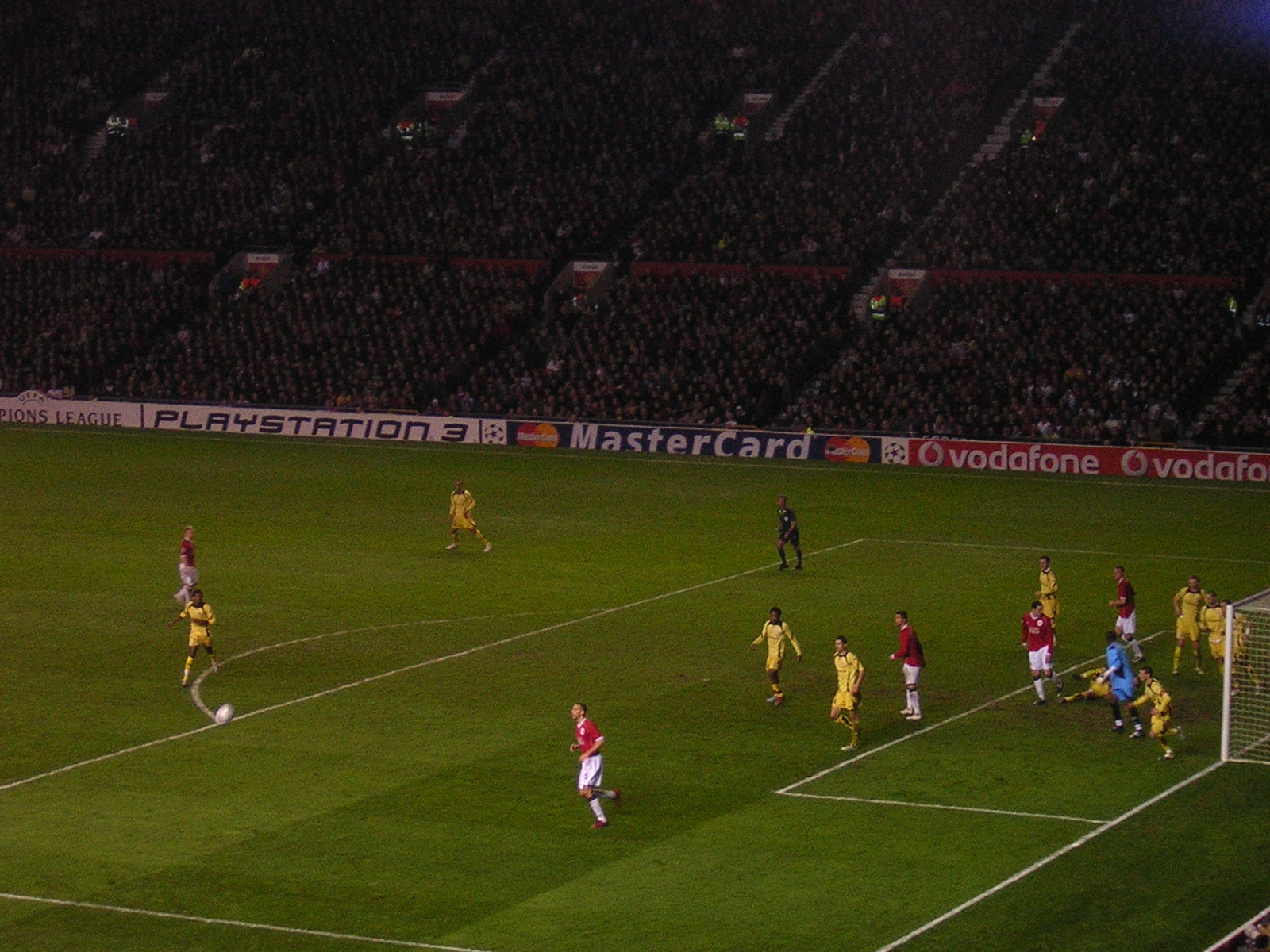
Partido de tornada a Old Trafford, on el Manchester (de vermell i blanc) va sentenciar l'eliminatòria, després de l'ajustada victòria en terres franceses.

El Manchester partia com a clar favorit per imposar-se al Lille francès, arribant a l'eliminatòria com a clar líder de la Premier League. Però el Lille esperava poder repetir la victòria davant els anglesos aconseguida en la primera fase de grups de la temporada anterior. En el partit d'anada semblava que anava a aconseguir un valuós empat a zero, que li donaria esperances per disputar la tornada a Old Trafford. Però els de Manchester van aconseguir fer el 0-1 en una estranya jugada a pilota aturada, quan el partit s'apropava al seu final. Mentre la defensa del Lille muntava la barrera, Ryan Giggs va elevar la pilota per sobre d'ella, mentre el porter només podia mirar amb cara de sorpresa com aquest s'introduïa en el fons de la xarxa. L'equip local va protestar insistentment, arribant a llançar la pilota fora de banda a la treta de gol, com a mostra de no voler continuar disputant l'encontre, però l'àrbitre neerlandès va assegurar que ningú del Manchester no havia demanat barrera per al llançament de la falta, per la qual cosa el gol era totalment legal. En el partit de tornada, amb tot a favor per als anglesos, no va acabar d'imposar-se fins als minuts finals, prolongant les esperances de remuntada del Lille. Però la sentència va arribar de mans d'Henrik Larsson, que disputava el seu últim encontre en competició europea, abans que acabés la seva breu cessió durant l'aturada hivernal de la lliga sueca, i tornés al seu club amb contracte, l'Helsingborgs IF.
| Lille OSC | 0-1                  | Manchester United FC |
| --------- | -------------------- | -------------------- |
|           | (Detalls) (castellà) | Giggs 83'            |

 Félix Bollaert 
Assistència: 30.000
Àrbitre: Eric Braamhaar (Països Baixos)        
| Manchester United FC | 1-0                  | Lille OSC |
| -------------------- | -------------------- | --------- |
| Larsson 72'          | (Detalls) (castellà) |           |

 Gerland 
Assistència: 60.000
Àrbitre: Luis Medina Cantalejo (Espanya)        
| Partit | Equip 1       | Resultat global | Equip 2              | Resultat anada | Resultat tornada |
| ------ | ------------- | --------------- | -------------------- | -------------- | ---------------- |
| 1      | Celtic FC     | 0:1             | AC Milan             | 0:0            | 0:1              |
| 2      | PSV Eindhoven | 2:1             | Arsenal FC           | 1:0            | 1:1              |
| 3      | LOSC Lille    | 0:2             | Manchester United FC | 0:1            | 0:1              |
| 4      | Reial Madrid  | 4:4             | FC Bayern de Múnic   | 3:2            | 1:2              |
| 5      | FC Porto      | 2:3             | Chelsea FC           | 1:1            | 2:3              |
| 6      | AS Roma       | 0:2             | Olympique de Lió     | 0:0            | 0:2              |
| 7      | FC Barcelona  | 2:2             | Liverpool FC         | 1:2            | 0:1              |
| 8      | Inter Milano  | 2:2             | València CF          | 2:2            | 0:0              |

### Quarts de final
3/4 d'abril i 10/11 d'abril de 2007.
| Partit | Equip 1       | Resultat global | Equip 2              | Resultat anada | Resultat tornada |
| ------ | ------------- | --------------- | -------------------- | -------------- | ---------------- |
| 1      | AC Milan      | 4:2             | FC Bayern de Múnic   | 2:2            | 2:0              |
| 2      | PSV Eindhoven | 0:4             | Liverpool FC         | 0:3            | 0:1              |
| 3      | Chelsea FC    | 3:1             | València CF          | 1:1            | 2:1              |
| 4      | AS Roma       | 3:8             | Manchester United FC | 2:1            | 1:7              |

### Semifinals
24/25 d'abril i 1 de maig/2 de maig de 2007.
| Partit | Equip 1              | Resultat global | Equip 2      | Resultat anada | Resultat tornada |
| ------ | -------------------- | --------------- | ------------ | -------------- | ---------------- |
| 1      | Manchester United FC | 3:5             | AC Milan     | 3:2            | 0:3              |
| 2      | Chelsea FC           | 1:1 (p)         | Liverpool FC | 1:0            | 0:1              |

### Final
23 de maig de 2007, Spyros Louis (Atenes).
| Partit | Equip 1  | Resultat global | Equip 2      |
| ------ | -------- | --------------- | ------------ |
| Final  | AC Milan | 2:1             | Liverpool FC |

| Guanyador de la Lliga de Campions 2006-2007 |
| ------------------------------------------- |
| AC Milan Setè títol                         |

## Golejadors
| # | Nom                 | Equip                | Gols |
| - | ------------------- | -------------------- | ---- |
| 1 | Kaká                | AC Milan             | 10   |
| 2 | Peter Crouch        | Liverpool FC         | 6    |
| 2 | Didier Drogba       | Chelsea FC           | 6    |
| 2 | Fernando Morientes  | València CF          | 6    |
| 2 | Ruud van Nistelrooy | Reial Madrid         | 6    |
| 6 | Raúl González       | Reial Madrid         | 5    |
| 7 | Nicolae Dică        | FC Steaua Bucureşti  | 4    |
| 7 | Filippo Inzaghi     | AC Milan             | 4    |
| 7 | Claudio Pizarro     | FC Bayern München    | 4    |
| 7 | Wayne Rooney        | Manchester United FC | 4    |
| 7 | Louis Saha          | Manchester United FC | 4    |
| 7 | Francesco Totti     | AS Roma              | 4    |
| 7 | David Villa         | València CF          | 4    |

La UEFA només considera els gols marcats a partir de la primera fase de grups, i no els de les fases classificatòries.